# V-2
O foguete V2 (sigla em alemão para "Vergeltungswaffe 2", "Arma de vingança 2"), ou simplesmente V2 (cujo codinome alemão original era A4), foi o primeiro míssil balístico guiado de longo alcance da história, tendo sido usado pela Alemanha Nazista durante as últimas fases da Segunda Guerra Mundial principalmente contra alvos britânicos e belgas como uma "arma de vingança" e designado para atacar cidades aliadas como retaliação aos bombardeios aliados de cidades alemãs. Recebeu este nome porque era uma arma alemã que se seguiu ao V-1, uma bomba voadora que voava como avião a jato. O foguete V-2 também se tornou o primeiro objeto artificial a viajar para o espaço cruzando a linha Kármán (limite do espaço) com o lançamento vertical do MW 18014 em 20 de junho de 1944.
A pesquisa sobre o uso militar de foguetes de longo alcance começou quando os estudos de pós-graduação de Wernher von Braun atraíram a atenção da Wehrmacht. Uma série de protótipos culminou no "A-4", que foi para a guerra identificado como "V-2". A partir de setembro de 1944, mais de 3 000 V-2 foram lançados pela Wehrmacht contra alvos aliados, primeiro Londres e depois Antuérpia e Liège. Os ataques de V-2 resultaram na morte de cerca de 5 000 civis e militares, e outros 10 000 trabalhadores forçados e prisioneiros do campos de concentração nazista de Mittelbau-Dora morreram como resultado de sua participação forçada no produção das armas.
O engenheiro mecânico alemão Wernher von Braun foi, ao lado de Arthur Rudolph, Kurt H. Debus e outros, um de seus principais desenvolvedores na estação experimental do exército alemão de Peenemünde. O verdadeiro nome do foguete era Aggregat-4 (A-4), mas ele ficou mais conhecido pelo nome Vergeltungswaffe 2 (Arma de Vingança 2, parte das Armas-V), dado pelo então ministro da propaganda Joseph Goebbels, já que as V2 eram lançadas como represália aos bombardeios aliados. Estima-se que cerca de 3 mil foguetes V-2 carregados com uma tonelada de amatol foram lançados sobre os inimigos da Alemanha.
Posteriormente à Segunda Guerra, von Braun fora transferido pelo serviço de inteligência militar americano para os EUA. Tanto o governo norte-americano quanto a URSS utilizaram a tecnologia desenvolvida para o foguete V2 como base para a corrida espacial e armamentista, culminando no desenvolvimento dos foguetes utilizados na primeira missão do programa espacial soviético, Vostok I, e dos foguetes Saturno, que impulsionaram as naves da Missão Apollo até a Lua.

## Dificuldades do projeto do foguete
Até 1942 nenhum foguete grande havia deixado o solo, muito embora todo o funcionamento das V2 e dos futuros foguetes tenha sido descrito muito antes por pioneiros como Konstantin Tsiolkovsky (União Soviética) e Hermann Oberth (Alemanha). O norte-americano Robert Hutchings Goddard foi mais longe ao construir pequenos foguetes capazes de atingir grandes altitudes.
No entanto, nada se comparava ao desafio dos projetistas da V2: um foguete pesando 14 toneladas, lançado a 80 km de altitude, desenvolvendo para isto mais de meio milhão de cavalos-vapor, tudo isto reduzido em um motor de pouco mais de 1,65 m de comprimento e pesando 450 kg.
O projeto da V2 era máxima prioridade dos nazistas, já que o destino da Segunda Guerra Mundial pouco a pouco pendia para o lado dos aliados e apenas uma arma nova e excepcional poderia mudar este rumo (ver: Wunderwaffe).

## Histórico do desenvolvimento

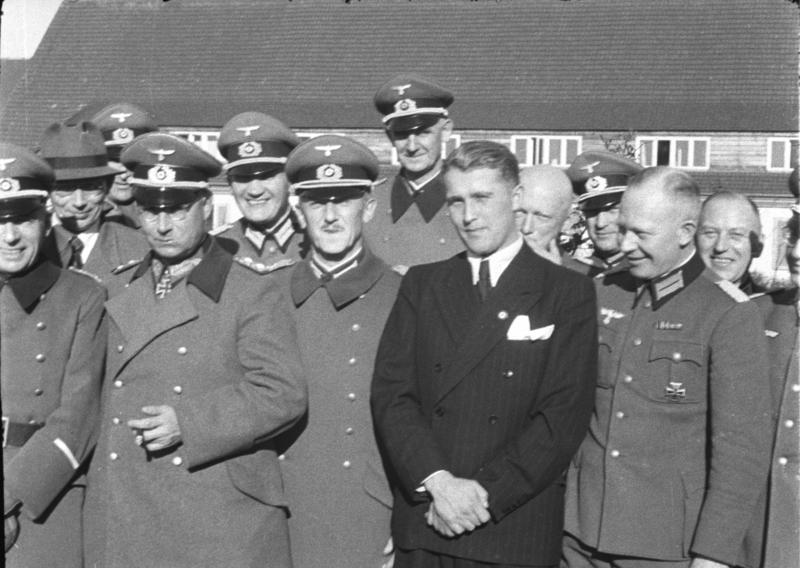
Wernher von Braun no Centro de Pesquisa do Exército de Peenemünde.

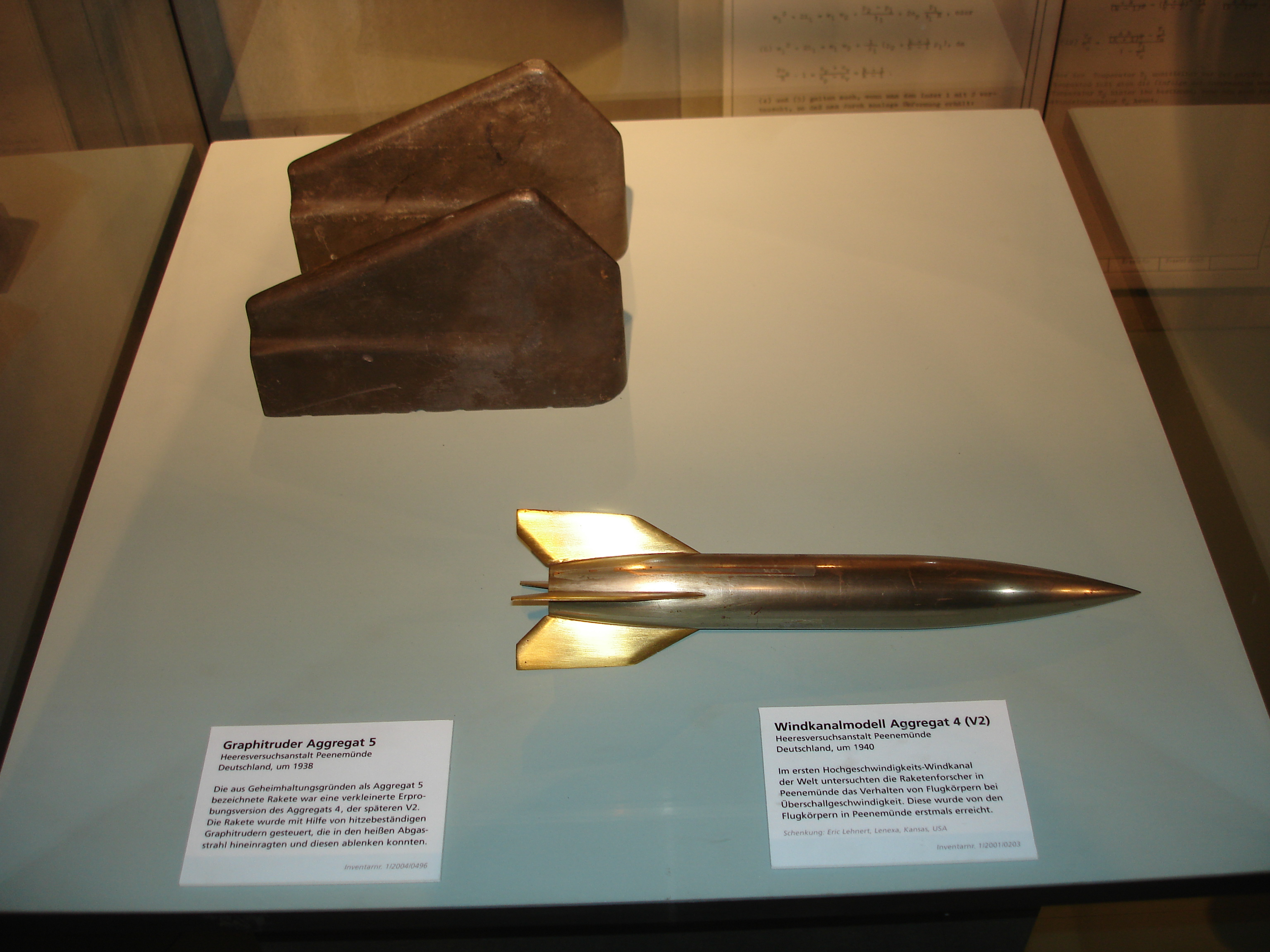
Modelo para túnel de vento de um A4 no Museu Alemão de Tecnologia em Berlin.

No final da década de 1920, o jovem Wernher von Braun comprou uma cópia do livro de Hermann Oberth, "Die Rakete zu den Planetenräumen" ("O Foguete nos Espaços Interplanetários"). O primeiro programa experimental de foguetes em grande escala do mundo foi o Opel-RAK sob a liderança de Fritz von Opel e Max Valier, um colaborador de Oberth, durante o final da década de 1920, levando aos primeiros carros-foguete e aviões-foguete tripulados, que abriu caminho para o programa V2 da era nazista e para as atividades americanas e soviéticas de 1950 em diante. O programa Opel-RAK e as espetaculares demonstrações públicas de veículos terrestres e aéreos atraíram grandes multidões, bem como causaram entusiasmo público global num período que foi chamado de "Rocket Rumble" e tiveram um grande e duradouro impacto nos pioneiros dos voos espaciais posteriores, em particular em Wernher von Braun. A Grande Depressão encerrou essas atividades. Von Opel deixou a Alemanha em 1930 e emigrou mais tarde para a França e a Suíça.
A partir de 1930, von Braun frequentou a Universidade Técnica de Berlim, onde ajudou Oberth em testes de motores de foguetes a combustível líquido. Von Braun estava trabalhando em seu doutorado quando o Partido Nazista ganhou poder na Alemanha. Um capitão de artilharia, Walter Dornberger, conseguiu uma bolsa de pesquisa do Departamento de Artilharia para von Braun, que a partir de então trabalhou próximo ao local de teste de foguetes de combustível sólido existente comandado por Dornberger em Kummersdorf. A tese de Von Braun, "Construção, Teoria e Solução Experimental para o Problema do Foguete de Propelente Líquido" (datada de 16 de abril de 1934), foi mantida em sigilo pelo Exército Alemão e não foi publicada até 1960. No final de 1934, seu grupo havia lançado com sucesso dois foguetes que atingiram alturas de 2,2 e 3,5 km (1,4 e 2,2 mi).
Na época, a Alemanha estava muito interessada nas pesquisas do físico americano Robert H. Goddard. Antes de 1939, engenheiros e cientistas alemães ocasionalmente contatavam Goddard diretamente com questões técnicas. Von Braun usou os planos de Goddard de vários periódicos e os incorporou na construção da série Aggregat (A) de foguetes, cujo nome vem da palavra alemã para mecanismo ou sistema mecânico.
Após sucessos em Kummersdorf com os dois primeiros foguetes da série Aggregate, Von Braun e Walter Riedel começaram a pensar em um foguete muito maior no verão de 1936, baseado em um motor de empuxo projetado de 25 000 kg (55 000 lb). Além disso, Dornberger especificou os requisitos militares necessários para incluir uma carga útil de 1 tonelada, um alcance de 172 milhas (276,8 km) com uma dispersão de 2 a 3 milhas (3,22 a 4,82 km) e transportável usando veículos rodoviários.:50–51
Depois que o projeto A-4 foi adiado devido ao teste de estabilidade aerodinâmica desfavorável do A-3 em julho de 1936, Von Braun especificou o desempenho do A-4 em 1937, e após uma série de disparos de teste do modelo de teste em escala A-5, usando um motor redesenhado do problemático A-3 por Walter Thiel, O projeto e a construção do A-4 foram encomendados c. 1938–39. Durante 28-30 de setembro de 1939, a conferência "Der Tag der Weisheit" ("O Dia da Sabedoria") reuniu-se em Peenemünde para iniciar o financiamento de pesquisas universitárias para resolver problemas de foguetes.:40

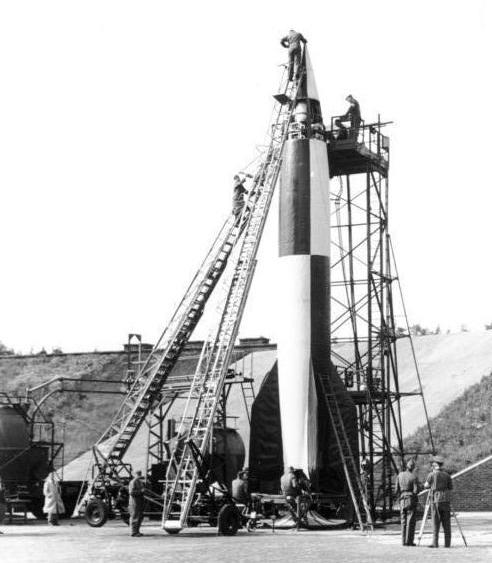
Heinrich Maier e seu grupo ajudaram os aliados a combater o V-2, produzido por prisioneiros de campos de concentração.

No final de 1941, o Centro de Pesquisas do Exército de Peenemünde possuía as tecnologias essenciais para o sucesso do A-4. As quatro principais tecnologias para o A-4 eram grandes motores de foguete de combustível líquido, aerodinâmica supersônica, orientação giroscópica e lemes no controle do jato. Na época, Adolf Hitler não ficou particularmente impressionado com o V-2; ele opinou que era apenas um projétil de artilharia com um alcance maior e custo muito maior.
No início de setembro de 1943, Von Braun prometeu à "Comissão de Bombardeio de Longo Alcance":224 que o desenvolvimento do A-4 estava "praticamente completo/concluído",:135 mas mesmo em meados de 1944, uma lista comleta de peças do A-4 ainda não estava disponível.:224 Hitler ficou suficientemente impressionado com o entusiasmo de seus desenvolvedores e precisava de uma "arma milagrosa" para manter o moral alemão, então ele autorizou sua implantação em grandes números.
Os V-2 foram construídos na fábrica de Mittelwerk por prisioneiros de Mittelbau-Dora, um campo de concentração onde 20 000 prisioneiros morreram.
Em 1943, o grupo da resistência austríaca em torno de Heinrich Maier conseguiu enviar desenhos exatos do foguete V-2 para o Escritório de Serviços Estratégicos americano. Esboços de localização das instalações de fabricação de foguetes V, como as de Peenemünde, também foram enviados ao estado-maior aliado para permitir que os bombardeiros aliados realizassem ataques aéreos. Esta informação foi particularmente importante para a Operação Crossbow e a Operação Hydra, ambas missões preliminares para a Operação Overlord. O grupo foi gradualmente capturado pela Gestapo e a maioria dos membros foi executada.

## Características técnicas

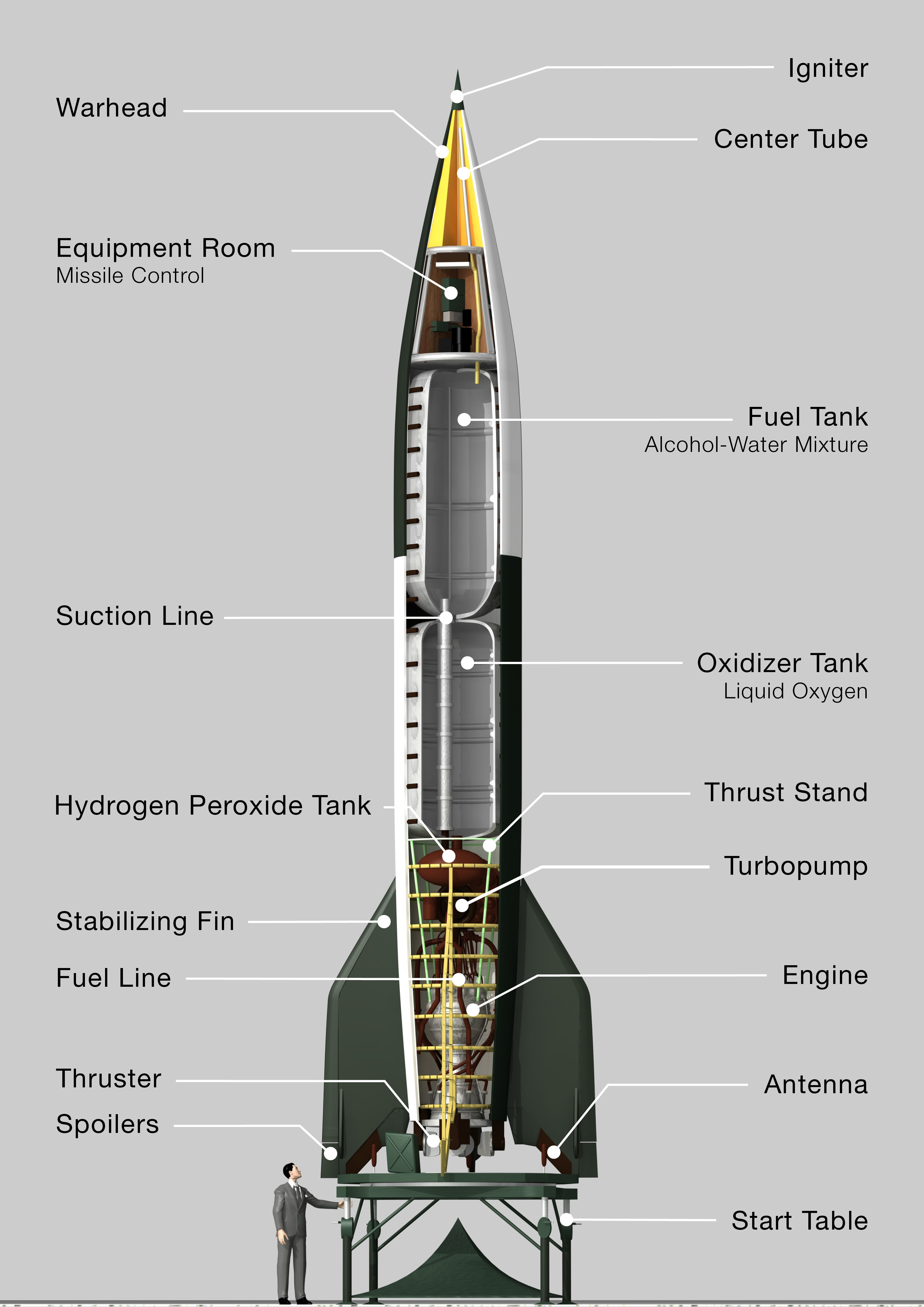
Layout de um foguete V-2.

O V-2 usava uma mistura de 75% de etanol e 25% de água conhecida como "B-Stoff" (abreviação de "Brennstoff") como combustível e oxigênio líquido (LOX) conhecido como "A-Stoff" como comburente. A água reduzia a temperatura da chama, agia como refrigerante ao se transformar em vapor e aumentava o empuxo, tendia a produzir uma queima mais suave e reduzia o estresse térmico.
O túnel de vento supersônico de Rudolf Hermann foi usado para medir as características aerodinâmicas e o centro de pressão do A-4, usando um modelo em escala do A-4 dentro de uma câmara de 40 centímetros quadrados. As medições foram feitas usando um bico de descarga de Mach 1,86 em 8 de agosto de 1940. Testes nos números de Mach 1,56 e 2,5 foram feitos após 24 de setembro de 1940.:76–78
No lançamento, o A-4 impulsionava-se por até 65 segundos com sua própria força, e um motor programado manteve a inclinação no ângulo especificado até o desligamento do motor, após o qual o foguete continuava em uma trajetória balística de queda livre. O foguete atingia uma altura de 80 km (50 mi) após desligar o motor.
As bombas de combustível e oxidante eram acionadas por uma turbina a vapor, e o vapor era produzido por peróxido de hidrogênio concentrado (conhecido como "T-Stoff") com catalisador de permanganato de sódio (conhecido como "Z-Stoff"). Ambos os tanques de álcool e oxigênio eram feitos de uma liga de alumínio e magnésio.
A turbobomba, girando a 4 000 rpm, forçava o álcool e o oxigênio para a câmara de combustão a 125 litros (33 galões americanos) por segundo, onde eram acionados por um dispositivo de ignição elétrico giratório. O empuxo aumentava de 8 toneladas durante este estágio preliminar enquanto o combustível era alimentado por gravidade, chegando a 25 toneladas quando a turbobomba pressurizava o combustível, elevando o foguete de 13,5 toneladas. Os gases de combustão saíam da câmara a 2 820 °C (5 100 °F) a uma velocidade de 2 000 m (6 500 pés) por segundo. A relação da mistura de oxigênio e combustível era de 1,0:0,85 a 25 toneladas de empuxo, mas como a pressão ambiente diminuiu com a altitude de voo, o empuxo aumentava até atingir 29 toneladas. O conjunto da turbobomba continha duas bombas centrífugas, uma para o álcool e outra para o oxigênio, ambas conectadas a um eixo comum. O peróxido de hidrogênio convertido em vapor, usando um catalisador de permanganato de sódio, acionava a bomba, que fornecia 55 kg (120 libras) de álcool e 68 kg (150 libras) de oxigênio líquido por segundo para uma câmara de combustão a 1,5 MPa (210 psi).
O desenvolvimento do motor de foguete de 25 toneladas do Dr. Thiel baseou-se na alimentação por bomba, em vez da alimentação por pressão anterior. O motor usava injeção centrífuga, e dois tipos de resfriamento: o regenerativo e o de filme. O resfriamento de filme permitia que o álcool entrasse na câmara de combustão e no bocal de exaustão sob leve pressão através de quatro anéis com pequenas perfurações. A cabeça de injeção em forma de cogumelo foi removida da câmara de combustão para uma câmara de mistura, a câmara de combustão tornou-se mais esférica enquanto foi encurtada de 182,88 para 30,48 cm de comprimento e a conexão com o bocal foi feita em forma de cone. A câmara de 1,5 ton resultante operava a uma pressão de combustão de 1,52 MPa (220 psi). A câmara de 1,5 tonelada de Thiel foi então ampliada para um motor de 4,5 toneladas, organizando três cabeçotes de injeção acima da câmara de combustão. Em 1939, dezoito cabeças de injeção em dois círculos concêntricos na cabeça da câmara de chapa de aço de 3 mm (0,12 polegadas) de espessura foram usadas para fabricar o motor de 25 toneladas.:52–55
A ogiva era outra fonte de problemas. O explosivo empregado foi o amatol 60/40 detonado por uma espoleta de contato elétrica. O Amatol tinha a vantagem da estabilidade, e a ogiva era protegida por uma espessa camada de lã de vidro, mas mesmo assim ainda podia explodir na fase de reentrada. A ogiva pesava 975 kg (2 150 lb) e continha 910 kg (2 010 lb) de explosivo. A porcentagem em peso da ogiva que era explosiva era de 93%, uma porcentagem muito alta quando comparada com outros tipos de munição.
Uma camada protetora de lã de vidro também foi usada para os tanques de combustível, de modo que o A-4 não tinha tendência a formar gelo, um problema que afetou outros mísseis balísticos antigos, como o tanque balão usado no SM-65 Atlas, que entrou em serviço nos Estados Unidos. em 1959. Os tanques continham 4 173 kg (9 200 lb) de álcool etílico e 5 553 kg (12 242 lb) de oxigênio.

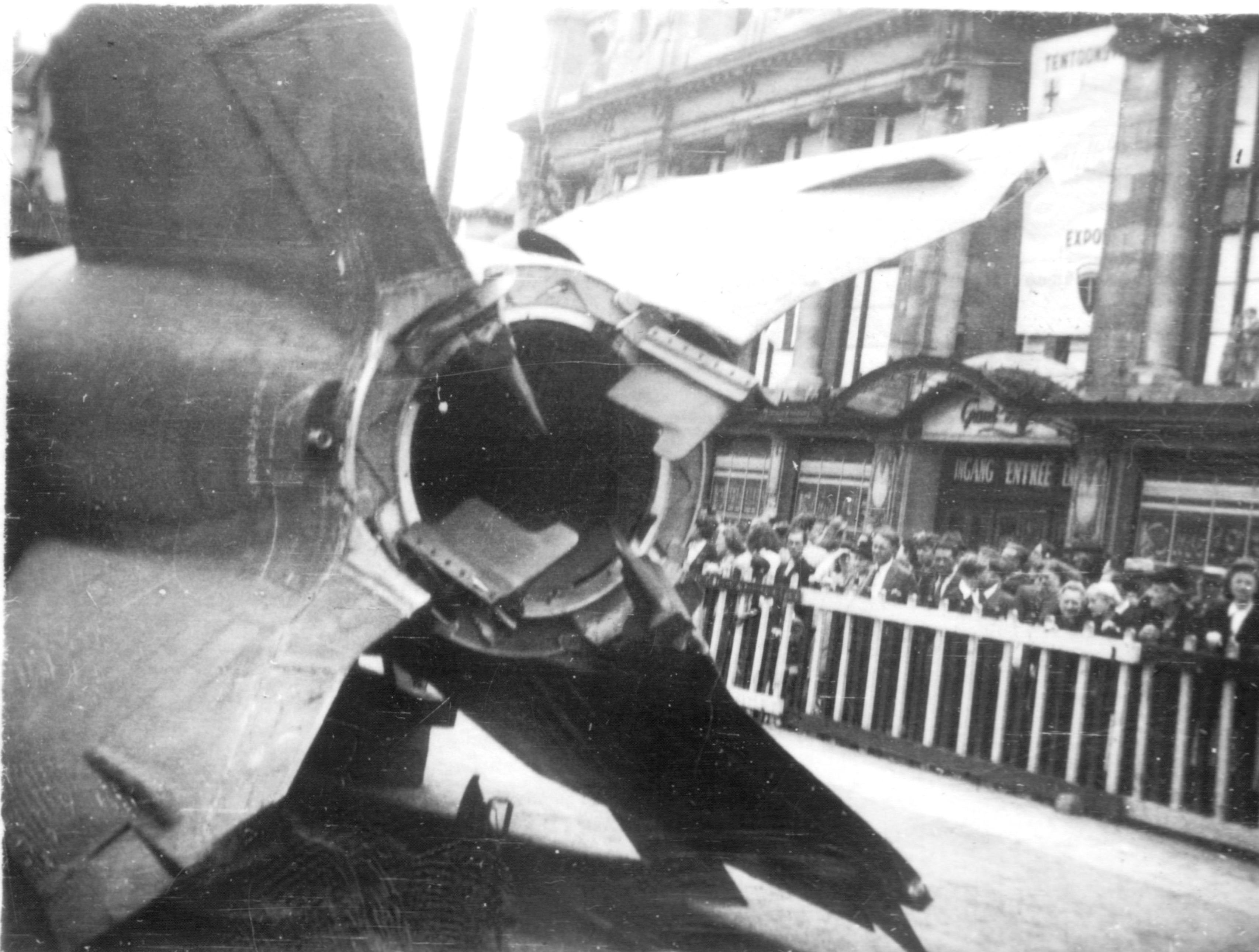
V-2 capturado em exibição pública em Antuérpia, 1945. As palhetas de escape e lemes externos na cauda estão visíveis.

O V-2 era guiado por quatro lemes externos nas aletas da cauda e quatro palhetas internas de grafite na corrente de jato na saída do motor. Essas 8 superfícies de controle eram controladas pelo computador analógico de Helmut Hölzer, o "Mischgerät", por meio de servomotores eletro-hidráulicos, baseados em sinais elétricos dos giroscópios. O sistema de orientação Siemens "Vertikant LEV-3" consistia em dois giroscópios livres (um horizontal para inclinação e um vertical com dois graus de liberdade para guinada e rotação) para estabilização lateral, acoplado a um acelerômetro PIGA, ou o sistema de controle de rádio Walter Wolman, para controlar o corte do motor em uma velocidade especificada. Outros sistemas giroscópicos usados no A-4 incluíam o SG-66 e o SG-70 de Kreiselgeräte. O V-2 era lançado de um local previamente pesquisado, de modo que a distância e o azimute do alvo eram conhecidos. A aleta 1 do míssil era alinhada com o azimute do alvo.:rp
Alguns V-2 posteriores usaram "feixes guia", sinais de rádio transmitidos do solo, para manter o míssil em curso, mas os primeiros modelos usavam um computador analógico simples que ajustava o azimute do foguete e a distância de voo era controlada pelo tempo de corte do motor, "Brennschluss" (corte do combustível), controlado no solo por um sistema Doppler ou por diferentes tipos de acelerômetros integrados a bordo. Assim, o alcance era uma função do tempo de queima do motor, que terminava quando uma velocidade específica era alcançada.:203–204 Pouco antes do corte do motor, o empuxo era reduzido para oito toneladas, em um esforço para evitar qualquer problema de golpe de aríete que um corte rápido pudesse causar.

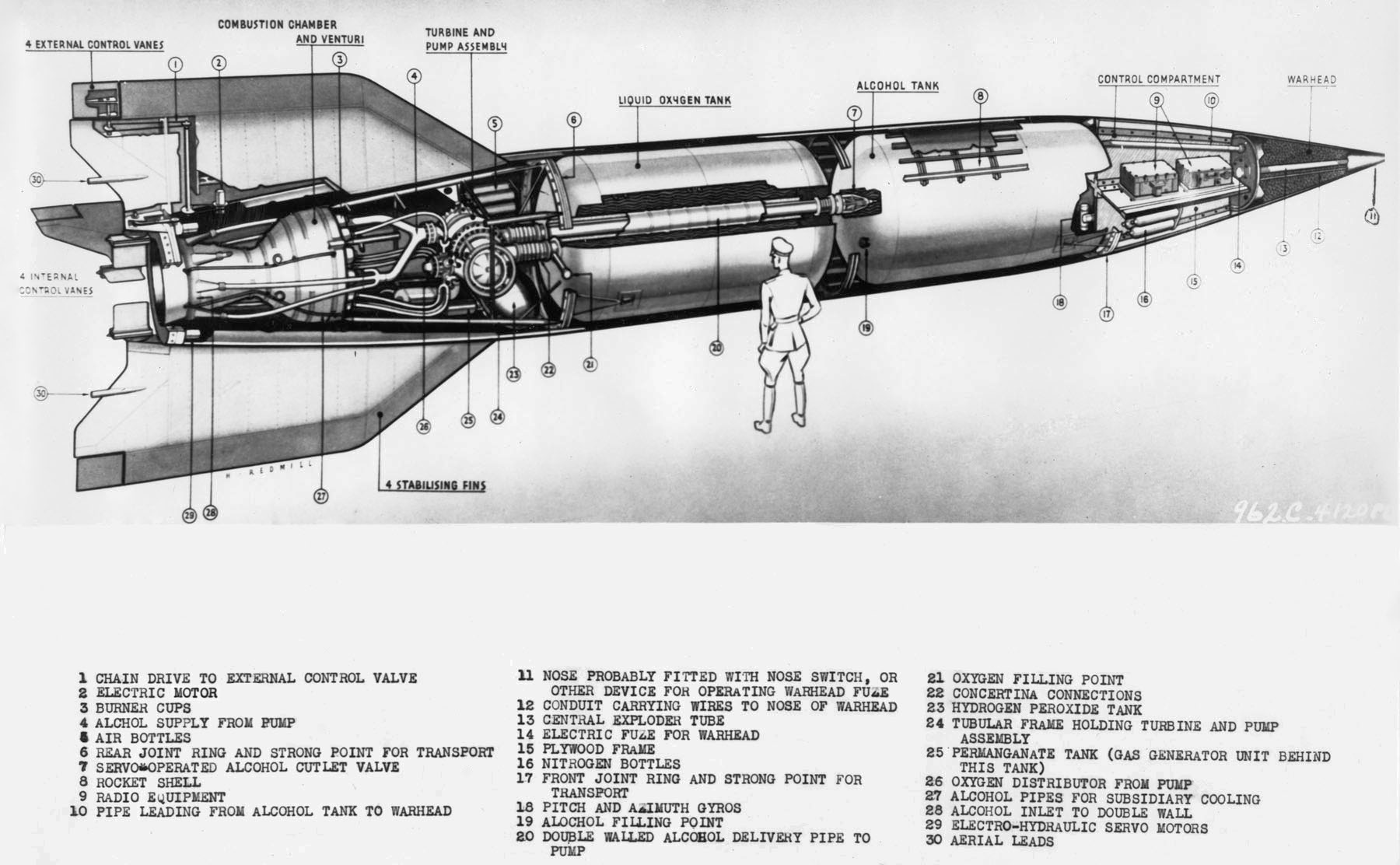
Visão em corte do Exército dos EUA do foguete V-2.

O Dr. Friedrich Kirchstein da Siemens de Berlim desenvolveu o rádio controle do V-2 para corte do motor (em alemão: "Brennschluss").:28,124 Para medição de velocidade, o professor Wolman de Dresden criou uma alternativa de seu sistema de rastreamento Doppler:18 em 1940–41, que usava um sinal terrestre transmitido pelo A-4 para medir a velocidade do míssil.:103 Em 9 de fevereiro de 1942, o engenheiro de Peenemünde Gerd deBeek havia documentado a área de interferência de rádio de um V-2 a 10 000 metros (33 000 pés) ao redor do "Firing Point", e o primeiro voo bem-sucedido do A-4 em 3 de outubro de 1942, usou controle de rádio para o "Brennschluss" (corte do motor).:12 Embora Hitler tenha comentado em 22 setembro de 1943 que "É um grande fardo para nossas mentes que tenhamos dispensado o feixe guia de rádio; agora não resta nenhuma abertura para os britânicos interferirem tecnicamente com o míssil em vôo",:138 cerca de 20% do os lançamentos operacionais do V-2 foram guiados por feixe.:232:12 A ofensiva da "Operação Pinguin V-2" começou em 8 de setembro 1944, quando a "Lehr- und Versuchsbatterie No. 444":51–2 ("Bateria de Treinamento e T 444") lançou um único foguete guiado por um feixe de rádio direcionado a Paris.:47 Destroços de combate de V-2 ocasionalmente continham o transponder para corte de velocidade e combustível.:259–60
A pintura dos V-2 operacionais era principalmente um padrão geométrico irregular com diversas variações chamado de "Splittertarnmuster", mas no final da guerra um foguete verde-oliva simples também apareceu. Durante os testes, o foguete foi pintado em um padrão característico de tabuleiro de xadrez em preto e branco, o que ajudou a determinar se o foguete estava girando em torno de seu eixo longitudinal.
A designação alemã original do foguete era "V2", sem hífen - exatamente como usado para qualquer exemplar de "segundo protótipo" da era do Terceiro Reich de um projeto de aeronave alemã registrado no RLM - mas publicações americanas como a revista Life estavam usando a forma hifenizada "V-2" já em dezembro de 1944.

### Testes
O primeiro voo de teste bem-sucedido foi em 3 de outubro de 1942, atingindo uma altitude de 84,5 quilômetros (52,5 milhas). Naquele dia, Walter Dornberger declarou em um discurso em Peenemünde:

Este terceiro dia de outubro de 1942 é o primeiro de uma nova era no transporte, a das viagens espaciais...17

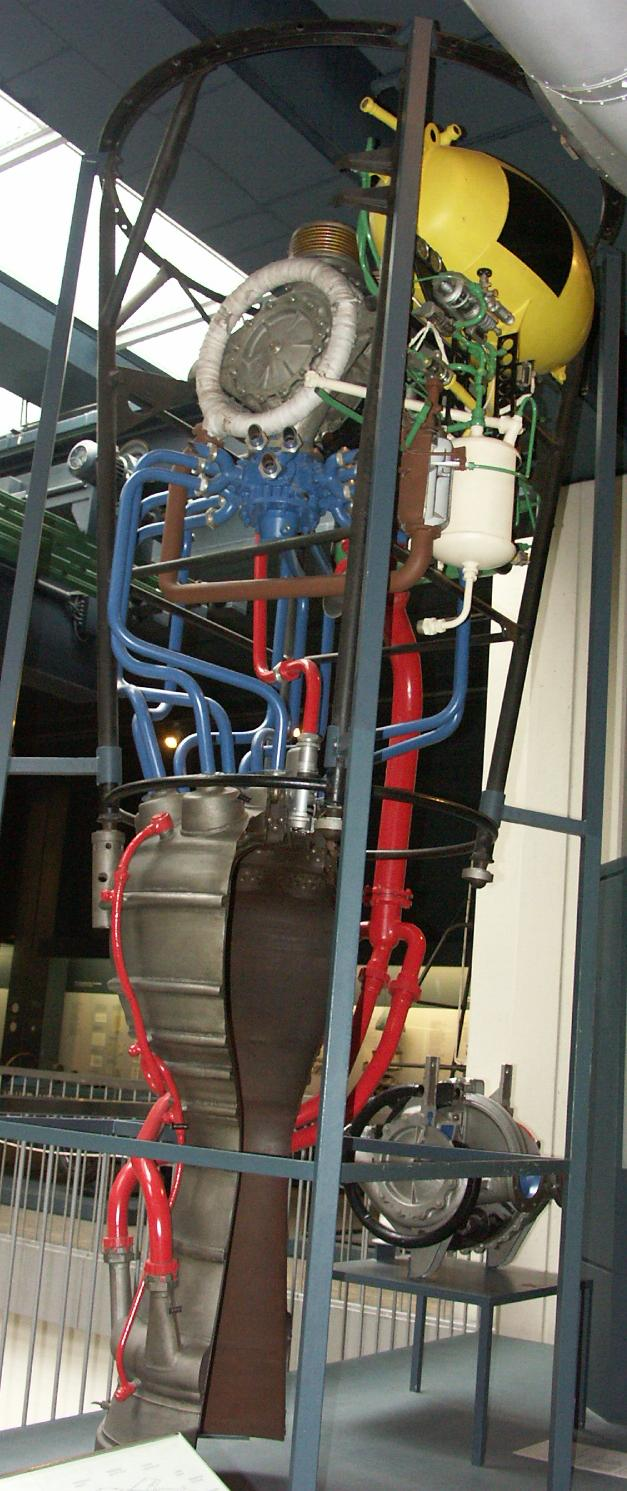
Um motor V-2 seccionado em exibição no Deutsches Museum, Munique (2006).

Dois lançamentos de teste foram recuperados pelos Aliados: o foguete Bäckebo, cujos restos caíram na Suécia em 13 de junho de 1944, e um recuperado pela resistência polonesa em 30 de maio de 1944 de Blizna e transportado para o Reino Unido durante a Operação Most III. A maior altitude alcançada durante a guerra foi de 174,6 quilômetros (108,5 milhas) (20 de junho de 1944). Lançamentos de teste de foguetes V-2 foram feitos em Peenemünde, Blizna e Tuchola Forest,:211 e depois da guerra, em Cuxhaven pelos britânicos, White Sands Proving Grounds e Cabo Canaveral pelos EUA, e Kapustin Yar pela URSS.
Vários problemas de design foram identificados e resolvidos durante o desenvolvimento e teste do V-2:
- Para reduzir a pressão e o peso do tanque, turbobombas de alto fluxo foram usadas para aumentar a pressão.[20]:35
- Uma câmara de combustão curta e mais leve sem queima foi desenvolvida usando bicos de injeção centrífuga, um compartimento de mistura e um bico convergente para a garganta para combustão homogênea.[15]:51
- O resfriamento do filme foi usado para evitar queimaduras na garganta do bocal.[15]:52
- Os contatos do relé ficaram mais duráveis para resistir à vibração e evitar o corte do impulso logo após a decolagem.[15]:52
- Garantir que os tubos de combustível tivessem curvas sem tensão reduziu a probabilidade de explosões a 1 200–1 800 m (4 000–6 000 pés).[15]:215,217
- As aletas foram moldadas com folga para evitar danos à medida que o jato de exaustão se expandia com a altitude.[15]:56,118
- Para controlar a trajetória na decolagem e em velocidades supersônicas, palhetas de grafite resistentes ao calor foram usadas como lemes no jato de exaustão.[15]:35,58

### Problema de rajada de ar
Até meados de março de 1944, apenas quatro dos 26 lançamentos de Blizna bem-sucedidos atingiram satisfatoriamente a área-alvo de Sarnaki:112, 221–222, 282 devido à separação em voo ("Luftzerleger") da ogiva na reentrada na atmosfera.:100 (Como mencionado acima, um foguete foi coletado pelo Exército Nacional Polonês, com partes dele transportadas para Londres para testes.) Inicialmente, os desenvolvedores alemães suspeitaram de pressão excessiva no tanque de álcool, mas em abril de 1944, após cinco meses de disparos de teste, a causa ainda não havia sido determinada. O major-general Rossmann, chefe do Departamento de Armas do Exército, recomendou o posicionamento de observadores na área-alvo – c. Maio/junho, Dornberger e von Braun montaram um acampamento no centro da zona-alvo da Polônia. Depois de se mudar para o Heidekraut,:172,173 a Bateria de Morteiros SS 500 do 836º Batalhão de Artilharia (Motorizado) foi ordenado:47 em 30 de agosto para iniciar testes de lançamento de oitenta foguetes "encapados".:281 Testes confirmaram que as chamadas "calças de estanho" – um tubo projetado para fortalecer a extremidade dianteira do revestimento do foguete – reduziram a probabilidade de rajadas de ar.:188–198:100

## Produção

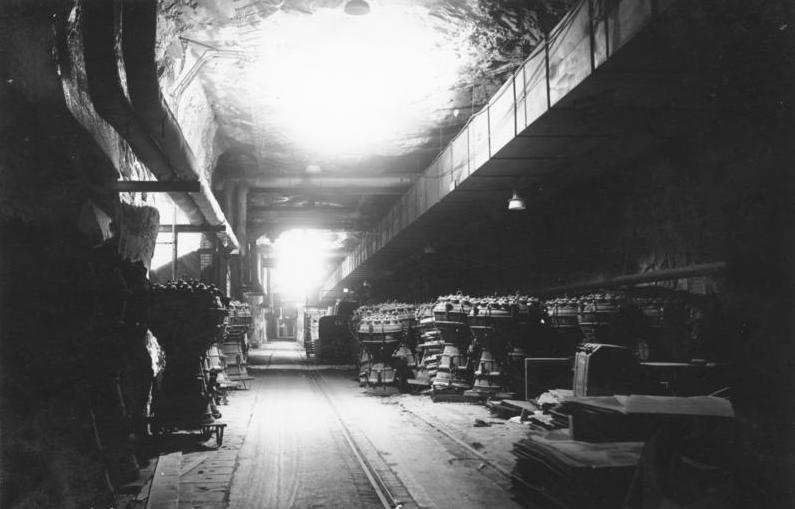
Vista parcial do túnel principal de uma das linhas de produção dos mísseis V-1 e V-2 (em destaque as câmaras de combustão do V-2).

Em 27 de março de 1942, Dornberger propôs planos de produção e a construção de um local de lançamento na costa do Canal. Em dezembro, Speer ordenou que o Major Thom e o Dr. Steinhoff fizessem o reconhecimento do local perto de Watten. As instalações de montagem foram estabelecidas em Peenemünde e nas instalações de Friedrichshafen da Zeppelin Works. Em 1943, uma terceira fábrica, Raxwerke, foi acrescentada.:71–72,84
Em 22 de dezembro de 1942, Hitler assinou o pedido de produção em massa, quando Albert Speer presumiu que os dados técnicos finais estariam prontos em julho de 1943. No entanto, muitos problemas ainda precisavam ser resolvidos até o outono de 1943.
Em 8 de janeiro de 1943, Dornberger e von Braun se encontraram com Speer. Speer declarou: "Como chefe da Organização Todt, assumirei a responsabilidade de começar imediatamente com a construção do local de lançamento na costa do Canal da Mancha" e estabeleceu um comitê de produção A-4 sob a direção de Degenkolb.:72–77
Em 26 de maio de 1943, a Comissão de Bombardeio de Longo Alcance, presidida pelo diretor da AEG Petersen, reuniu-se em Peenemünde para revisar as armas automáticas de longo alcance V-1 e V-2. Estiveram presentes Speer, Marechal do Ar Erhard Milch, Almirante Karl Dönitz, Coronel General Friedrich Fromm e Karl Saur. Ambas as armas atingiram o estágio final de desenvolvimento e a comissão decidiu recomendar a Hitler que ambas as armas fossem colocadas em produção em massa. Como Dornberger observou, "As desvantagens de um seriam compensadas pelas vantagens do outro".:83–84,87–92
Em 7 de julho de 1943, o major-general Dornberger, von Braun e o Dr. Steinhof informaram Hitler em sua "Toca do Lobo". Também estiveram presentes Speer, Wilhelm Keitel e Alfred Jodl. O briefing incluiu von Braun narrando um filme mostrando o lançamento bem-sucedido em 3 de outubro de 1942, com modelos em escala do bunker de tiro da costa do Canal e veículos de apoio, incluindo o Meillerwagen. Hitler então deu prioridade máxima a Peenemünde no programa de armamentos alemão, afirmando: "Por que não pude acreditar no sucesso de seu trabalho? Se tivéssemos esses foguetes em 1939, nunca teríamos essa guerra ..." Hitler também queria um segundo bunker de lançamento construído.:93–105
A Saur planejava construir 2 000 foguetes por mês, entre as três fábricas existentes e a fábrica Nordhausen Mittelwerk em construção. No entanto, a produção de álcool dependia da colheita da batata.:97,102–105
Uma linha de produção estava quase pronta em Peenemünde quando ocorreu o ataque da Operação Hydra. Os principais alvos do ataque incluíram as bancadas de testes, as obras de desenvolvimento, as Obras de Pré-Produção, o assentamento onde viviam os cientistas e técnicos, o acampamento de Trassenheide e o setor portuário. De acordo com Dornberger, "danos graves às obras, ao contrário das primeiras impressões, foram surpreendentemente pequenos." O trabalho foi retomado após um atraso de quatro a seis semanas e, devido à camuflagem para imitar a destruição completa, não houve mais ataques nos nove meses seguintes. O ataque resultou em 735 vidas perdidas, com pesadas perdas em Trassenheide, enquanto 178 foram mortos no assentamento, incluindo o Dr. Thiel, sua família e o engenheiro-chefe Walther. Mittelwerk no Kohnstein onde 5 200 foguetes V-2 foram construídos com o uso de trabalho forçado.

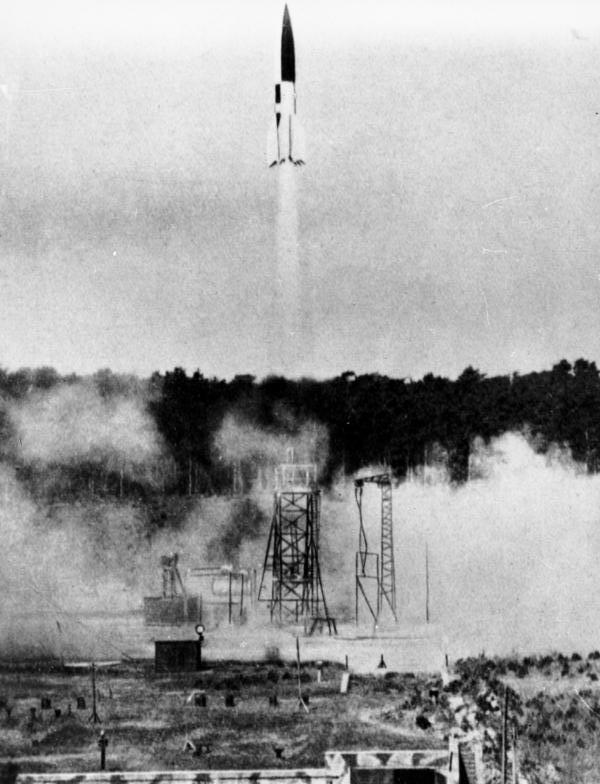
Um V-2 lançado do Estande de Teste VII no verão de 1943.

| Período de produção   | Produção |
| --------------------- | -------- |
| Até Septembro de 1944 | 2 585    |
| Em Outubro de 1944    | 650      |
| Em Novembro de 1944   | 656      |
| Em Dezembro de 1944   | 618      |
| Em Janeiro de 1945    | 700      |
| Em Fevereiro de 1945  | 617      |
| Em Março de 1945      | 362      |
| Em Abril de 1945      | 127      |
| Total                 | 6 315    |

## Locais de lançamento
Após o bombardeio da Operação Crossbow, os planos iniciais de lançamento dos maciços bunkers subterrâneos de Watten, Wizernes e Sottevast ou de plataformas fixas, como perto do Château du Molay, foram abandonados em favor do lançamento móvel. Oito depósitos principais foram planejados e quatro foram concluídos em julho de 1944 (o de Méry-sur-Oise foi iniciado em agosto de 1943 e concluído em fevereiro de 1944). O míssil pode ser lançado praticamente em qualquer lugar, sendo as estradas que atravessam as florestas uma das favoritas. O sistema era tão móvel e pequeno que apenas um Meillerwagen foi pego em ação por aeronaves aliadas, durante o ataque da Operação Bodenplatte em 1º de janeiro de 1945 perto de Lochem por uma aeronave do 4º Grupo de Caça da USAAF, embora Raymond Baxter tenha descrito sobrevoar um local durante um lançamento e seu ala atirando no míssil sem acertá-lo.
Foi estimado que uma taxa sustentável de 350 V-2 poderia ser lançada por semana, com 100 por dia no esforço máximo, dado o suprimento suficiente dos foguetes.

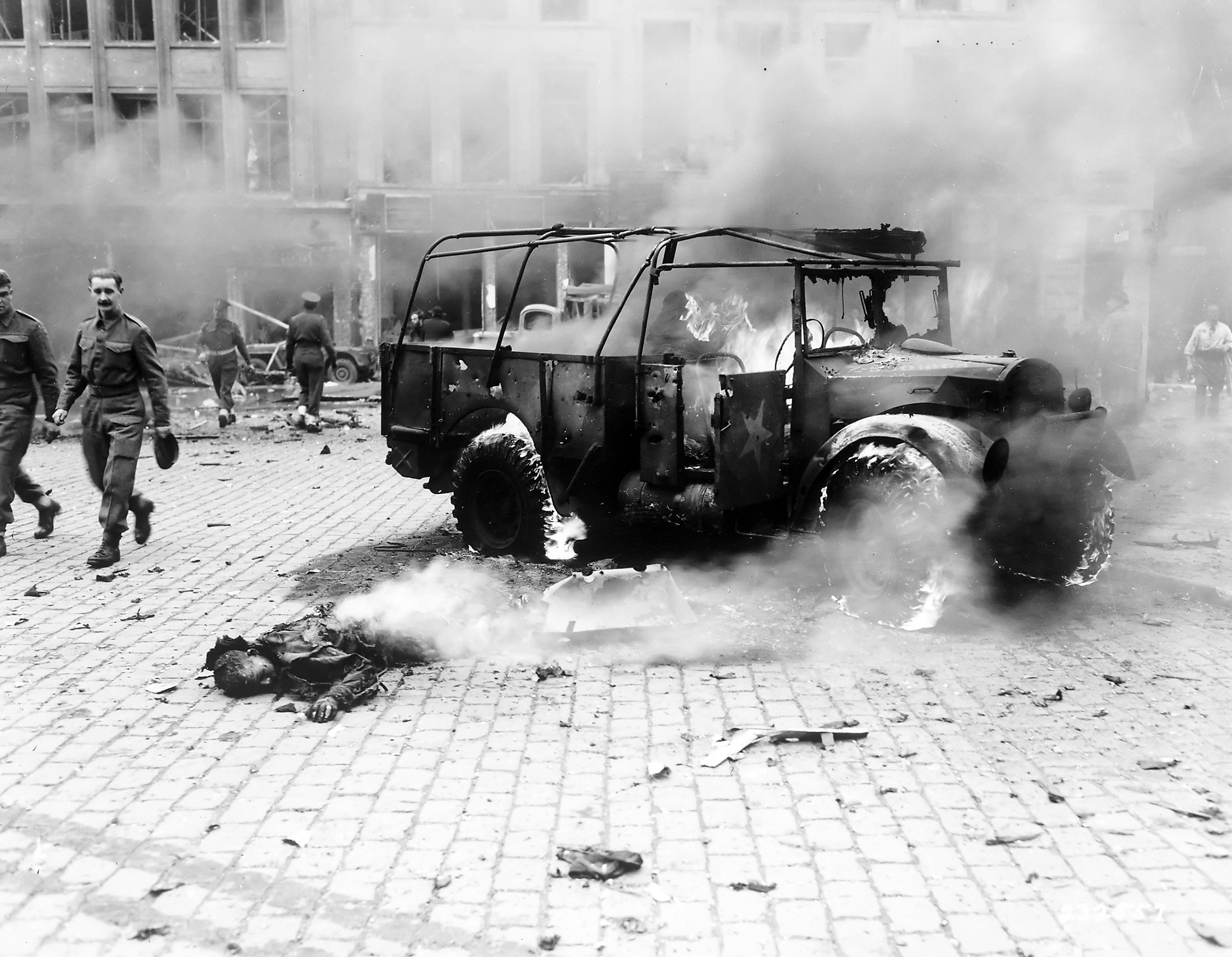
Uma das vítimas de um V-2 que atingiu a praça Teniers, Antuérpia, Bélgica, em 27 de novembro de 1944. Um comboio militar britânico passava pela praça na época; 126 pessoas (incluindo 26 soldados aliados) foram mortas.

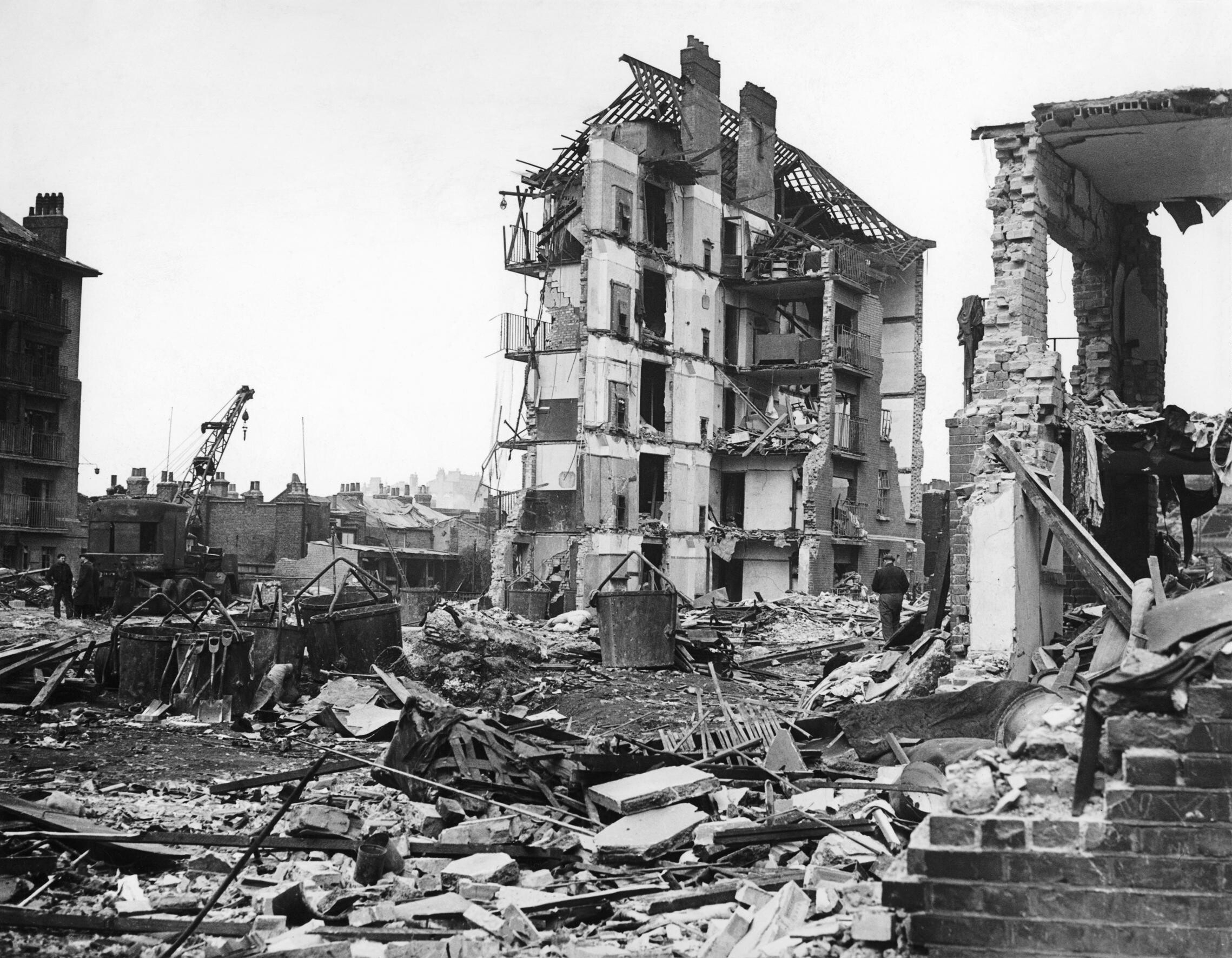
Edifícios em ruínas em Whitechapel, Londres, causados pelo penúltimo V-2 a atingir a cidade em 27 de março de 1945; o foguete matou 134 pessoas. O último V-2 a cair em Londres matou uma pessoa em Orpington mais tarde naquele mesmo dia.

## Histórico operacional
O LXV Armeekorps z.b.V. formado durante os últimos dias de novembro de 1943 na França comandado pelo General der Artillerie z.V. Erich Heinemann foi responsável pelo uso operacional do V-2. Três batalhões de lançamento foram formados no final de 1943, Artillerie Abteilung 836 (Mot.), Groß Born, Artillerie Abteilung 485 (Mot.), Nowogard e Artillerie Abteilung 962 (Mot.). As operações de combate começaram em setembro de 1944, quando o treinamento da Batterie 444 foi implantado. Em 2 de setembro de 1944, o SS Werfer-Abteilung 500 foi formado e, em outubro, a SS sob o comando do SS Obergruppenführer Hans Kammler assumiu o controle operacional de todas as unidades. Ele formou o Gruppe Sud com Art. Abt. 836, Merzig e o Gruppe Nord com art. Abt. 485 e Batterie 444, Burgsteinfurt e Haia.
Após o decreto de Hitler em 29 de agosto de 1944 para iniciar os ataques V-2 o mais rápido possível, a ofensiva começou em 7 de setembro de 1944, quando dois foram lançados em Paris (que os Aliados haviam libertado menos de duas semanas antes), mas ambos caíram logo após o lançamento. Em 8 de setembro, um único foguete foi lançado em Paris, causando danos modestos perto de Porte d'Italie.:218,220,467 Seguiram-se mais dois lançamentos do 485º, incluindo um de Haia contra Londres no mesmo dia às 18h43.:285 - o primeiro atingiu a Staveley Road, Chiswick, matando a Sra. Ada Harrison, de 63 anos, Rosemary Clarke, de três anos, e Sapper Bernard Browning de licença do Royal Engineers,:11 e um que atingiu Epping sem baixas. Ao ouvir o estalo duplo do foguete supersônico (o primeiro de Londres), Duncan Sandys e Reginald Victor Jones ergueram os olhos de diferentes partes da cidade e exclamaram "Aquilo foi um foguete!", E pouco depois do estalo duplo, o céu estava cheio com o som de um corpo pesado correndo pelo ar.:286
O governo britânico, preocupado em não espalhar o pânico ou fornecer informações vitais para as forças alemãs, inicialmente tentou esconder a causa das explosões sem fazer nenhum anúncio oficial e culpando-as eufemisticamente pelo defeito na rede de gás. O público não acreditou nessa explicação e, portanto, começou a se referir aos V-2 como "canos de gás voadores". Os próprios alemães finalmente anunciaram o V-2 em 8 de novembro de 1944 e só então, em 10 de novembro de 1944, Winston Churchill informou ao Parlamento e ao mundo que a Inglaterra estava sob ataque de foguetes "nas últimas semanas".
Em setembro de 1944, o controle da missão V-2 foi assumido pela Waffen-SS e pela Divisão z.V.
As posições das unidades de lançamento alemãs mudaram várias vezes. Por exemplo, o Artillerie Init 444 chegou ao sudoeste da Holanda (na "Zeeland") em setembro de 1944. De um campo perto da vila de Serooskerke, cinco V-2 foram lançados em 15 e 16 de setembro, com mais um lançamento bem-sucedido e outro fracassado no dia 18. Na mesma data, um transporte carregando um míssil fez uma curva errada e acabou na própria Serooskerke, dando a um morador a oportunidade de tirar algumas fotos da arma sub-repticiamente; estas foram contrabandeados para Londres pela Resistência Holandesa. Depois disso, a unidade mudou-se para a floresta perto de Rijs, Gaasterland, no noroeste da Holanda, para garantir que a tecnologia não caísse nas mãos dos Aliados. De Gaasterland, alguns V-2 foram lançados contra Ipswich e Norwich em 25 de setembro (Londres estando fora de alcance). Devido à sua imprecisão, esses V-2 não atingiram suas cidades-alvo. Pouco depois disso, apenas Londres e Antuérpia permaneceram como alvos designados por ordem do próprio Adolf Hitler, Antuérpia sendo alvo no período de 12 a 20 de outubro, após o que a unidade se mudou para Haia.

## Alvos
Nos meses seguintes, cerca de 3 172 foguetes V-2 foram disparados contra os seguintes alvos:
Bélgica, 1 664: Antuérpia (1 610), Liège (27), Hasselt (13), Tournai (9), Mons (3), Diest (2)
Reino Unido, 1 402: Londres (1 358), Norwich (43),:289 Ipswich (1)
França, 76: Lille (25), Paris (22), Tourcoing (19), Arras (6), Cambrai (4)
Holanda, 19: Maastricht (19)
Alemanha, 11: Remagen (11)
Antuérpia, na Bélgica, foi alvo de um grande número de ataques com armas V de outubro de 1944 até o virtual final da guerra em março de 1945, deixando 1 736 mortos e 4 500 feridos na grande Antuérpia. Milhares de edifícios foram danificados ou destruídos quando a cidade foi atingida por 590 ataques diretos. A maior perda de vidas por um único ataque de foguete durante a guerra ocorreu em 16 de dezembro de 1944, quando o teto do lotado  Cine Rex foi atingido, deixando 567 mortos e 291 feridos.

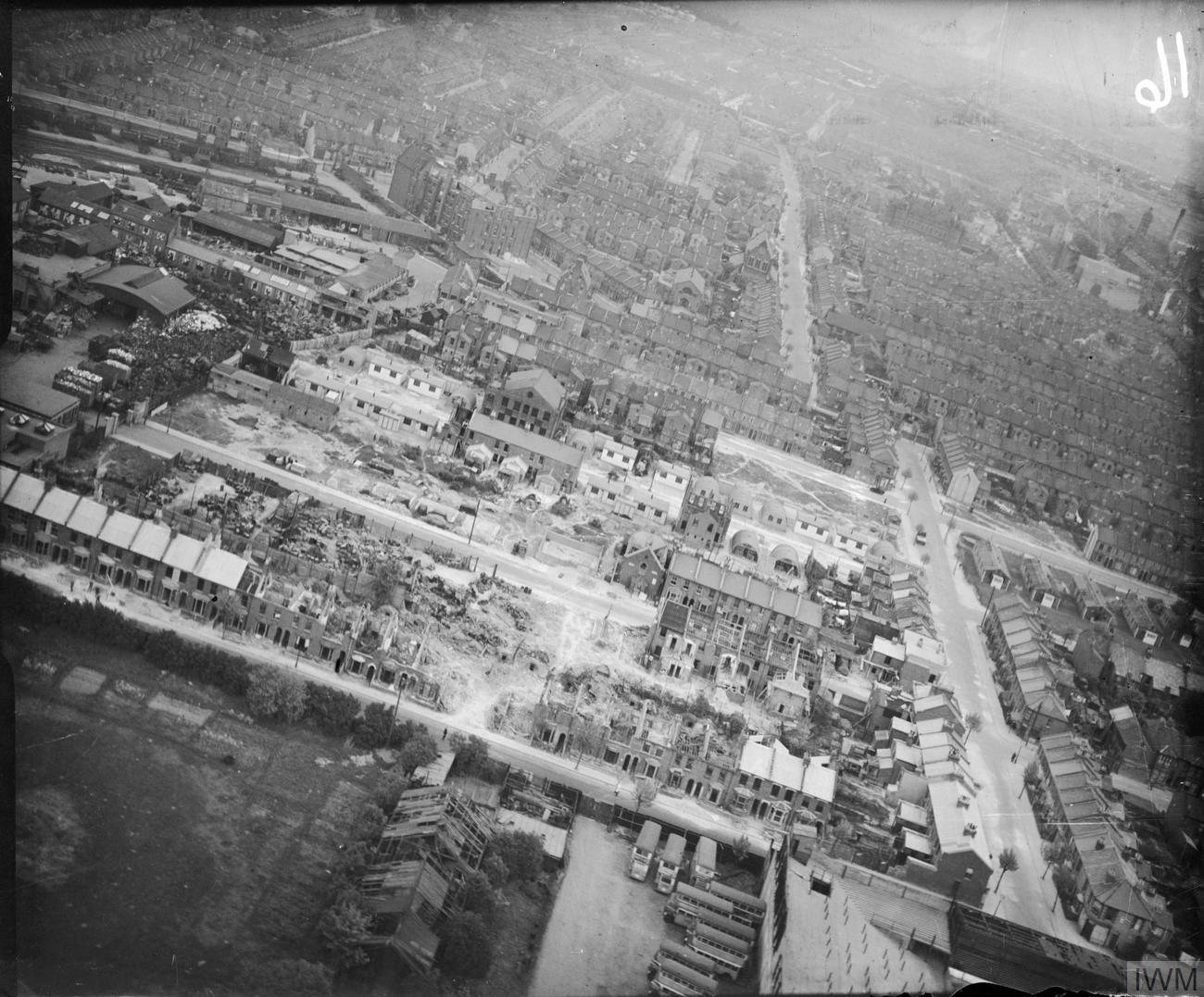
A extensão dos danos causados a uma área residencial de Londres devido a um único ataque V-2 em janeiro de 1945.

Estima-se que 2 754 civis foram mortos em Londres por ataques V-2 com outros 6 523 feridos, o que representa duas pessoas mortas por foguete V-2. No entanto, isso subestima o potencial do V-2, já que muitos foguetes foram mal direcionados e explodiram inofensivamente. A precisão aumentou ao longo da guerra, particularmente para as baterias onde o sistema Leitstrahl (feixe guia de rádio) foi usado. Ataques com mísseis que atingiram alvos podiam causar um grande número de mortes - 160 foram mortos e 108 ficaram gravemente feridos em uma explosão às 12h26 do dia 25 de novembro de 1944, em uma loja de departamentos Woolworth's em New Cross, sudeste de Londres. A inteligência britânica enviou relatórios falsos por meio de seu sistema Double Cross, sugerindo que os foguetes estavam ultrapassando seu alvo de Londres em 10 a 20 milhas (16 a 32 km). Essa tática funcionou; mais da metade dos V-2 destinados a Londres caíram fora da Região de Defesa Civil de Londres.:p. 459 A maioria caiu em áreas menos populosas em Kent devido a recalibração errônea. Durante o restante da guerra, a inteligência britânica manteve o estratagema, enviando repetidamente relatórios falsos, sugerindo que os foguetes estavam atingindo a capital britânica com grande perda de vidas.

### Possível uso durante a Operação Bodenplatte
Pelo menos um míssil V-2 em um trailer de lançamento móvel Meillerwagen foi observado sendo elevado para a posição de lançamento por um piloto do 4º Grupo de Caça da USAAF defendendo-se contra o ataque massivo da Operação Bodenplatte do dia de Ano Novo de 1945 pela Luftwaffe sobre a rota de ataque do norte da Alemanha perto da cidade de Lochem em 1º de janeiro de 1945. Possivelmente, a partir do possível avistamento do caça americano pela equipe de lançamento do míssil, o foguete foi rapidamente baixado de uma elevação de 85° quase pronta para o lançamento para 30°.

### Uso tático em alvos alemães
Depois que o Exército dos EUA capturou a Ponte Ludendorff durante a Batalha de Remagen em 7 de março de 1945, os alemães estavam desesperados para destruí-la. Em 17 de março de 1945, eles dispararam onze mísseis V-2 na ponte, seu primeiro uso contra um alvo tático e a única vez em que foram disparados contra um alvo alemão durante a guerra. Eles não podiam empregar o dispositivo Leitstrahl mais preciso porque estava orientado para a Antuérpia e não podia ser facilmente ajustado para outro alvo. Disparado perto de Hellendoorn, na Holanda, um dos mísseis caiu tão longe quanto Colônia, 40 milhas (64 km) ao norte, enquanto outro errou a ponte por apenas 500 a 800 jardas (460 a 730 m). Eles também atingiram a cidade de Remagen, destruindo vários edifícios e matando pelo menos seis soldados americanos.

### Uso final
Os dois últimos foguetes explodiram em 27 de março de 1945. Um deles foi o último V-2 a matar um civil britânico e a última vítima civil da guerra em solo britânico: Ivy Millichamp, de 34 anos, morta em sua casa em Kynaston Road, Orpington em Kent. Uma reconstrução científica realizada em 2010 demonstrou que o V-2 cria uma cratera de 20 metros (66 pés) de largura e 8 metros (26 pés) de profundidade, ejetando aproximadamente 3 000 toneladas de material no ar.

## Contramedidas

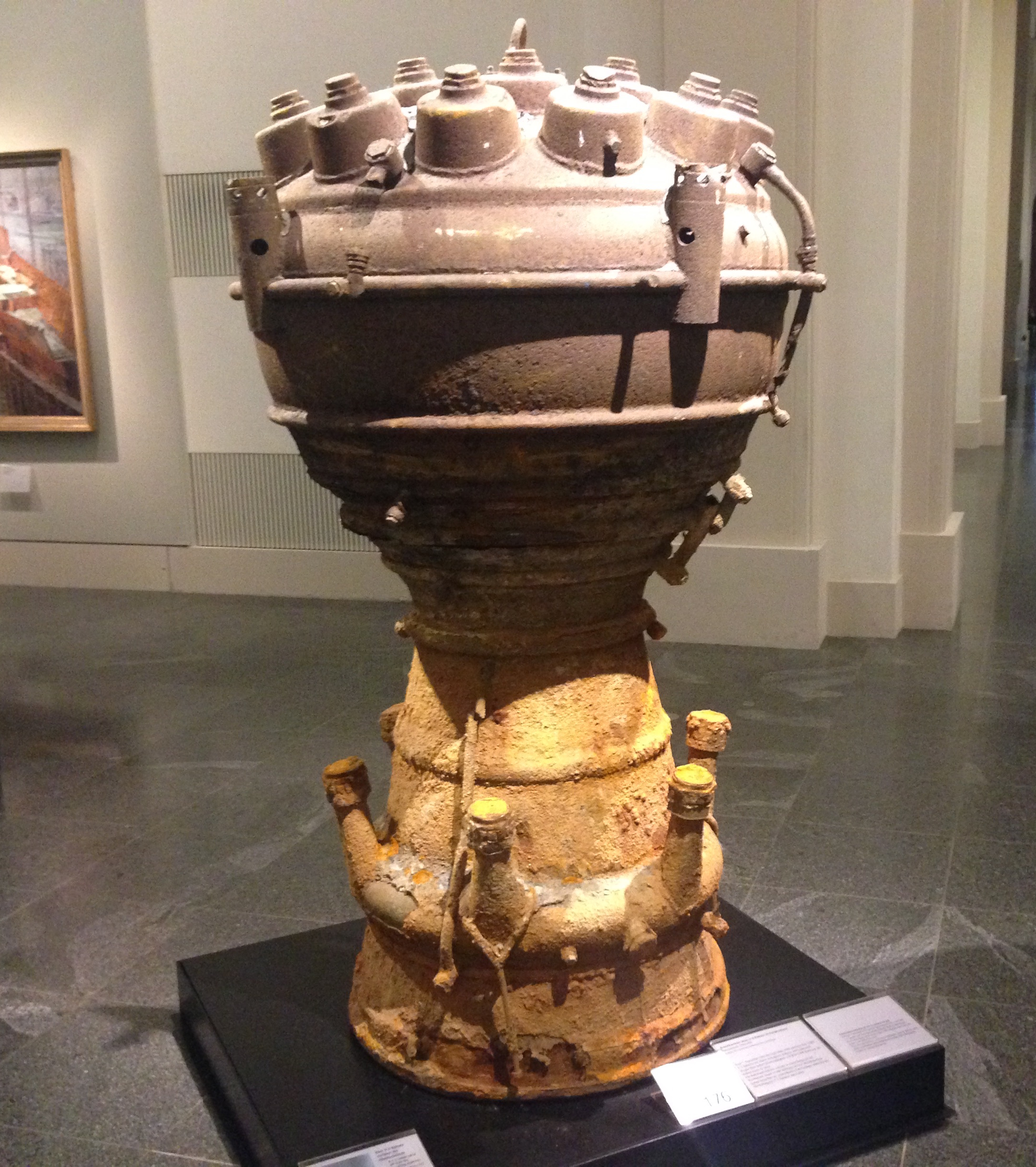
Motor de foguete usado pelo V-2, no Deutsches Historisches Museum, em Berlim (2014).

### Big Ben e Crossbow
Ao contrário do V-1, a velocidade e a trajetória do V-2 o tornavam praticamente invulnerável a canhões e caças antiaéreos, pois ele caia de uma altitude de 100–110 km (62–68 mi) a até três vezes a velocidade do som ao nível do mar (aproximadamente 3 550 km/h). No entanto, a ameaça do que era então conhecido como "Big Ben" era grande o suficiente para que fossem feitos esforços para buscar contramedidas. A situação era semelhante às preocupações pré-guerra sobre bombardeiros tripulados e levou a uma solução semelhante, a formação do "Crossbow Committee", para coletar informações, examinar e desenvolver contramedidas.
No início, acreditava-se que o V-2 empregava alguma forma de orientação por rádio, uma crença que persistiu apesar de vários foguetes terem sido examinados sem descobrir nada como um receptor de rádio. Isso levou a esforços para bloquear esse sistema de orientação inexistente já em setembro de 1944, usando jammers terrestres e aéreos sobrevoando o Reino Unido. Em outubro, um grupo foi enviado para bloquear os mísseis durante o lançamento. Em dezembro, ficou claro que esses sistemas não estavam tendo nenhum efeito óbvio e os esforços de bloqueio terminaram.

### Sistema de armas antiaéreas
O general Frederick Alfred Pile, comandante do "Anti-Aircraft Command", estudou o problema e propôs que armas antiaéreas suficientes estivessem disponíveis para produzir uma barragem de fogo no caminho do foguete, mas apenas se houvesse uma previsão razoável da trajetória. As primeiras estimativas sugeriam que 320 000 projéteis teriam que ser disparados para cada foguete. Esperava-se que cerca de 2% deles caíssem de volta ao solo, quase 90 toneladas de cartuchos, o que causaria muito mais danos do que o míssil. Em uma reunião do "Crossbow Committee" em 25 de agosto de 1944, o conceito foi rejeitado.
Pile continuou estudando o problema e voltou com a proposta de disparar apenas 150 projéteis em um único foguete, com esses projéteis usando um novo fusível que reduziria muito o número que caísse de volta à Terra sem explodir. Algumas análises de baixo nível sugeriram que isso seria bem-sucedido contra 1 em 50 foguetes, desde que trajetórias precisas fossem enviadas aos artilheiros a tempo. O trabalho neste conceito básico continuou e se desenvolveu em um plano para implantar um grande número de canhões no Hyde Park que foram fornecidos com dados de tiro pré-configurados para grades de 2,5 milhas (4,0 quilômetros) da área de Londres. Depois que a trajetória era determinada, os canhões apontavam e disparavam entre 60 e 500 tiros.
Em uma reunião da Crossbow em 15 de janeiro de 1945, o plano atualizado de Pile foi apresentado com forte defesa de Roderic Hill e Charles Drummond Ellis. No entanto, o Comitê sugeriu que um teste não fosse realizado, pois nenhuma técnica para rastrear os mísseis com precisão suficiente havia sido desenvolvida. Em março, isso mudou significativamente, com 81% dos mísseis recebidos corretamente alocados no quadrado da grade em que cada um caiu, ou no próximo. Em uma reunião de 26 de março, o plano avançou e Pile foi encaminhado a um subcomitê com RV Jones e Ellis para desenvolver ainda mais as estatísticas. Três dias depois, a equipe retornou um relatório afirmando que se as armas disparassem 2 000 tiros contra um míssil, havia uma chance de 1 em 60 de derrubá-lo. Os planos para um teste operacional começaram, mas como Pile disse mais tarde, "Monty nos venceu", já que os ataques terminaram com a libertação aliada de suas áreas de lançamento.
Com os alemães não mais controlando nenhuma parte do continente que pudesse ser usada como local de lançamento capaz de atingir Londres, eles voltaram sua atenção para Antuérpia. Planos foram feitos para mover o sistema Pile para proteger aquela cidade, mas a guerra terminou antes que qualquer coisa pudesse ser feita.

### Ataques diretos e desinformação
As únicas defesas efetivas contra a campanha V-2 eram destruir a infraestrutura de lançamento – cara em termos de recursos de bombardeiros e baixas – ou fazer com que os alemães mirassem no lugar errado por meio de desinformação. Os britânicos conseguiram convencer os alemães a direcionar alguns V-1 e V-2 originalmente destinados a Londres para áreas menos populosas a leste da cidade. Isso foi feito através do envio de relatórios enganosos sobre os locais atingidos e os danos causados pela rede de espionagem alemã na Grã-Bretanha, que era secretamente controlada pelos britânicos (o Sistema XX).
Segundo o apresentador de televisão da BBC Raymond Baxter, que serviu na RAF durante a guerra, em fevereiro de 1945 seu esquadrão realizava uma missão contra um local de lançamento de V-2, quando um míssil foi lançado na frente deles. Um membro do esquadrão de Baxter abriu fogo contra ele, sem efeito.
Em 3 de março de 1945, os Aliados tentaram destruir alguns V-2 e equipamentos de lançamento no "Haagse Bos" em Haia por um bombardeio em grande escala, mas devido a erros de navegação o bairro Bezuidenhout foi destruído, matando 511 civis holandeses.

## Avaliação
As armas V alemãs (V-1 e V-2) custaram o equivalente a cerca de US$ 500 milhões. Dado o tamanho relativamente menor da economia alemã, isso representou um esforço industrial igual, mas um pouco menor do que o Projeto Manhattan dos EUA, que produziu a bomba atômica. Foram construídos 6 048 V-2, a um custo de aproximadamente 100 000 RM (£ 2 370 000 em 2011) cada; 3 225 foram lançados. O general da SS Hans Kammler, que como engenheiro havia construído vários campos de concentração, incluindo Auschwitz, tinha uma reputação de brutalidade e originou a ideia de usar prisioneiros de campos de concentração como trabalhadores escravos no programa de foguetes. Mais pessoas morreram fabricando o V-2 do que foram mortas por sua implantação.

... aqueles de nós que estavam seriamente envolvidos na guerra ficaram muito gratos a Wernher von Braun. Sabíamos que cada V-2 custava tanto para produzir quanto um caça de alto desempenho. Sabíamos que as forças alemãs nas frentes de combate precisavam desesperadamente de aviões e que os foguetes V-2 não nos causavam nenhum dano militar. Do nosso ponto de vista, o programa V-2 era quase tão bom quanto se Hitler tivesse adotado uma política de desarmamento unilateral.

Freeman Dyson
O V-2 consumiu um terço da produção de álcool combustível da Alemanha e grandes porções de outras tecnologias críticas: para destilar o álcool combustível para um único lançamento do V-2 eram necessárias 30 toneladas de batatas em uma época em que os alimentos estavam se tornando escassos. Devido à falta de explosivos, algumas ogivas foram simplesmente preenchidas com concreto, usando apenas a energia cinética para destruição, e às vezes a ogiva continha propaganda fotográfica de cidadãos alemães que morreram em bombardeios aliados.
O efeito psicológico do V-2 foi considerável, pois viajando mais rápido que a velocidade do som, não dava nenhum aviso antes do impacto (ao contrário dos aviões de bombardeio ou da bomba voadora V-1, que emitia um zumbido característico). Não havia defesa eficaz e nenhum risco de baixas do piloto ou da tripulação. Um exemplo da impressão que causou está na reação do piloto americano e futuro estrategista nuclear e assessor do Congresso William Liscum Borden, que em novembro de 1944, ao retornar de uma missão noturna sobre a Holanda, viu um V-2 voando a caminho de atacar Londres: "Parecia um meteoro, transmitindo faíscas vermelhas e zunindo por nós como se a aeronave estivesse imóvel. Fiquei convencido de que era apenas uma questão de tempo até que os foguetes exponham os Estados Unidos a um ataque transoceânico direto".
Com a guerra quase perdida, independentemente da produção de fábrica de armas convencionais, os nazistas recorreram às armas V como uma tênue última esperança de influenciar a guerra militarmente (daí Antuérpia como alvo dos V-2), como uma extensão de seu desejo de "punir" seus inimigos e, o mais importante, dar esperança a seus apoiadores com suas "armas maravilhosas". O V-2 não teve nenhum efeito sobre o resultado da guerra, mas levou aos ICBM da Guerra Fria, que por sua vez foram usados para a exploração espacial.

## Planos não concretizados
Uma plataforma de lançamento rebocada por submarino foi testada com sucesso, tornando-se o protótipo para mísseis balísticos lançados por submarinos. O codinome do projeto era Prüfstand XII ("Estante de teste XII"), às vezes chamado de foguete U-boat. Se implantado, teria permitido que um U-boat lançasse mísseis V-2 contra cidades dos Estados Unidos, embora apenas com esforço considerável (e efeito limitado). Hitler, em julho de 1944 e Speer, em janeiro de 1945, fizeram discursos alusivos ao esquema, embora a Alemanha não possuísse capacidade para cumprir essas ameaças. Esses esquemas foram enfrentados pelos americanos com a Operação Teardrop.
Enquanto internado após a guerra pelos britânicos no acampamento 11 do "Combined Services Detailed Interrogation Centre", Dornberger foi registrado dizendo que implorou ao Führer para parar a propaganda da arma V, porque nada mais se poderia esperar de uma tonelada de explosivo. A isso Hitler respondeu que Dornberger talvez não esperasse mais, mas ele (Hitler) certamente esperava.
De acordo com mensagens descriptografadas da embaixada japonesa na Alemanha, doze foguetes V-2 desmontados foram enviados para o Japão. Eles deixaram Bordeaux em agosto de 1944 nos U-boats de transporte U-219 e U-195, que chegaram a Jacarta em dezembro de 1944. Um especialista civil em V-2 era passageiro do U-234, com destino ao Japão em maio de 1945, quando a guerra terminou na Europa. O destino desses foguetes V-2 é desconhecido.

## Uso no pós-guerra
No final da guerra, começou uma corrida entre os Estados Unidos e a URSS para recuperar o máximo possível de foguetes V-2 e pessoal. Trezentos vagões de V-2s e peças foram capturados e enviados para os Estados Unidos e 126 dos principais projetistas, incluindo Wernher von Braun e Walter Dornberger, estavam em mãos americanas. Von Braun, seu irmão Magnus von Braun e sete outros decidiram se render aos militares dos Estados Unidos (Operação Paperclip) para garantir que não fossem capturados pelos soviéticos avançando ou mortos a tiros pelos nazistas para evitar sua captura.
Após a derrota nazista, engenheiros alemães foram transferidos para os Estados Unidos, Reino Unido e URSS, onde desenvolveram o foguete V-2 para fins militares e civis. O foguete V-2 também lançou as bases para os mísseis de combustível líquido e lançadores espaciais usados posteriormente.

### Grã-Bretanha

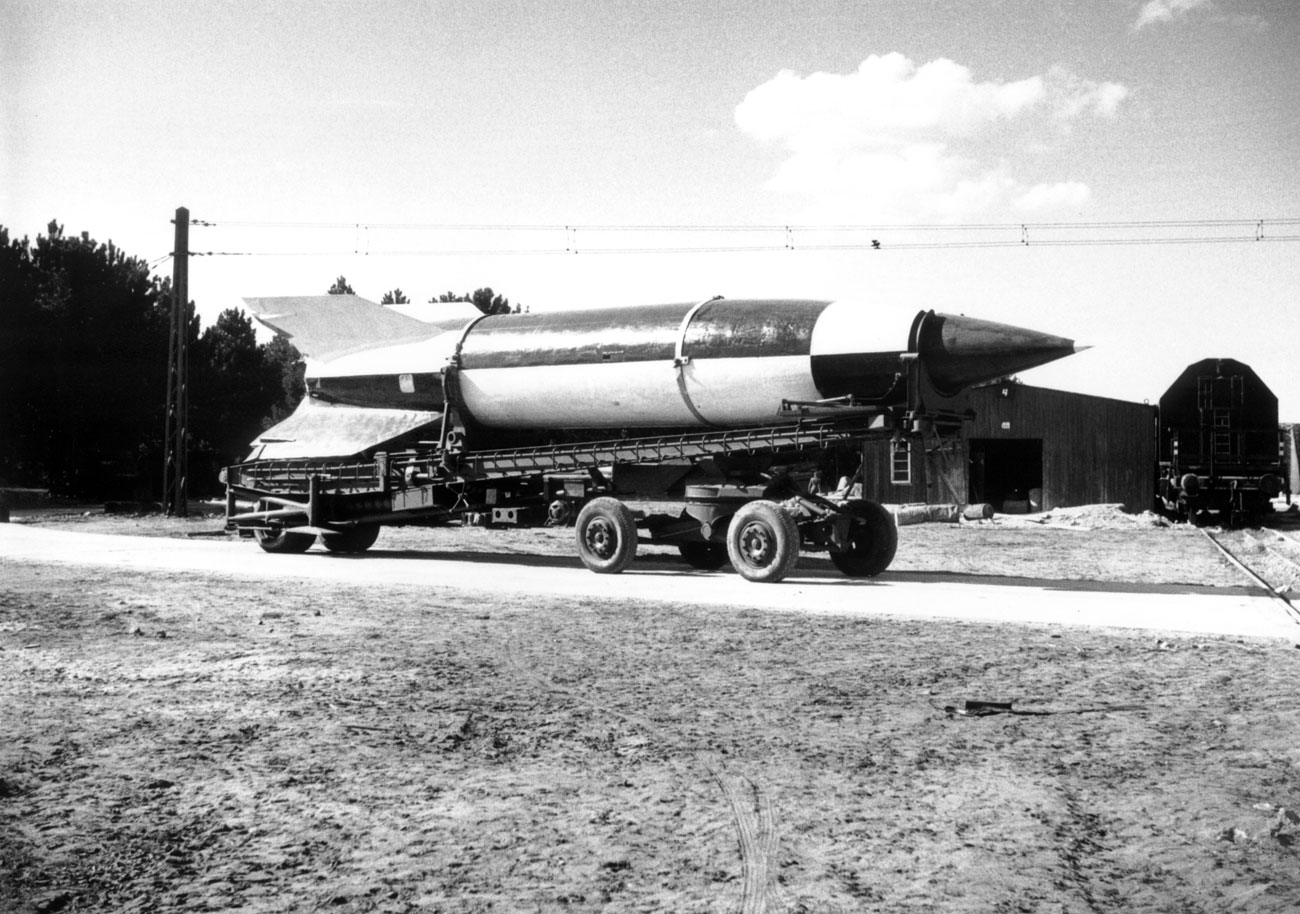
Foguete V-2 da Operação Backfire sobre um "Meillerwagen".

Em outubro de 1945, a Operação Backfire montou um pequeno número de mísseis V-2 e lançou três deles de um local no norte da Alemanha. Os engenheiros envolvidos já haviam concordado em se mudar para os Estados Unidos quando os disparos de teste fossem concluídos. O relatório Backfire, publicado em janeiro de 1946, contém extensa documentação técnica do foguete, incluindo todos os procedimentos de suporte, veículos sob medida e composição do combustível.
Em 1946, a British Interplanetary Society propôs uma versão ampliada do V-2 para transporte de pessoas, chamada Megaroc. Poderia ter possibilitado voos espaciais suborbitais semelhantes, mas pelo menos uma década antes, aos voos Mercury-Redstone de 1961.

### Estados Unidos

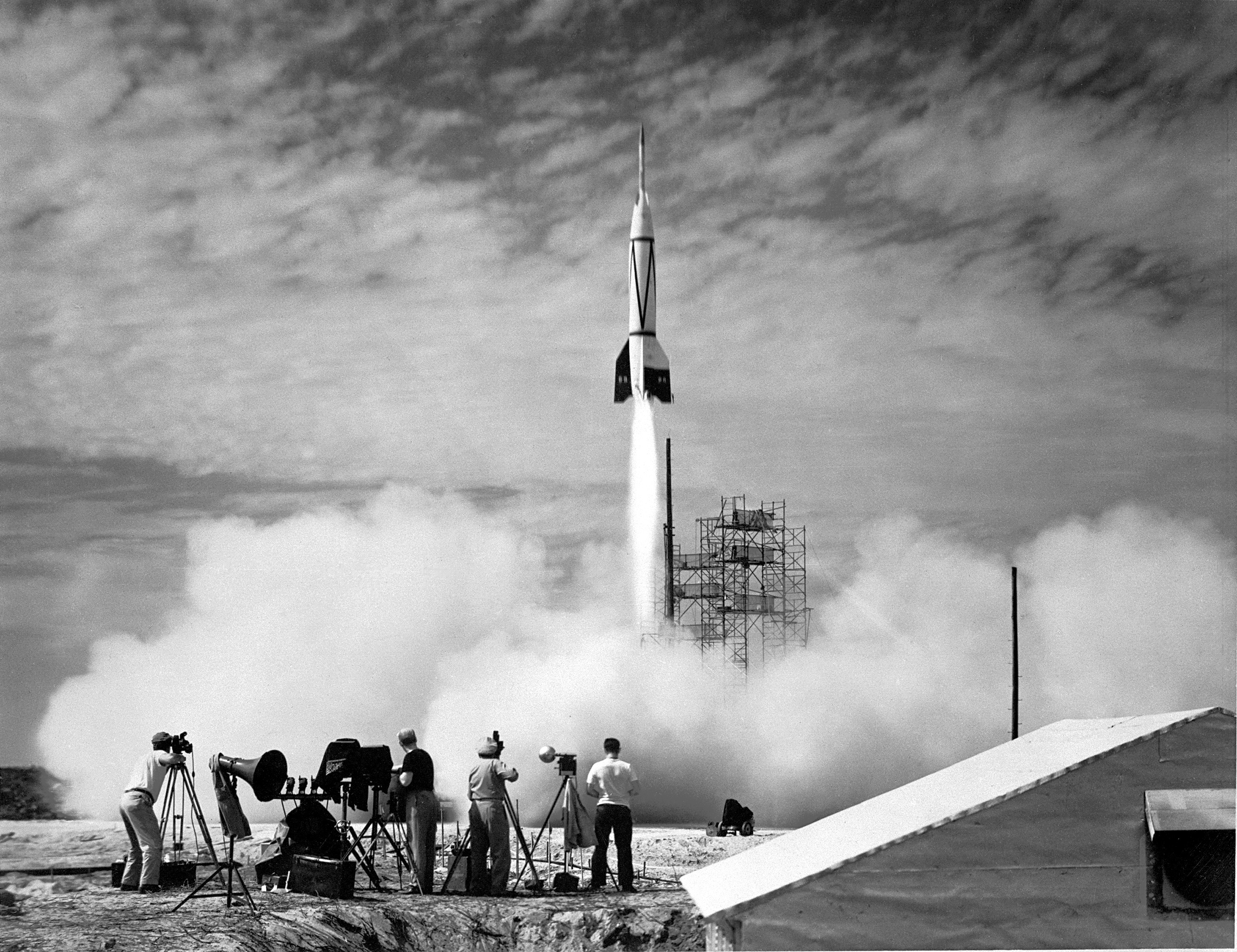
Lançamento de um V-2 adaptado "Bumper 2" em Cabo Canaveral Estados Unidos em julho de 1950.

A Operação Paperclip recrutou engenheiros alemães e a "Special Mission V-2" transportou as peças e V-2 capturadas para os Estados Unidos. No final da Segunda Guerra Mundial, mais de 300 vagões cheios de motores, fuselagens, tanques de propelente, giroscópios e equipamentos associados foram levados para os pátios ferroviários em Las Cruces, Novo México, para que pudessem ser colocados em caminhões e levado para o "White Sands Proving Grounds", também no Novo México.
Além do hardware do V-2, o governo dos EUA entregou equações de mecanização alemãs para os sistemas de orientação, navegação e controle do V-2, bem como para veículos de conceito de desenvolvimento avançado, para análise de empreiteiros de defesa dos EUA. Na década de 1950, alguns desses documentos foram úteis para empreiteiros dos EUA no desenvolvimento de transformações de matriz de cosseno de direção e outros conceitos de arquitetura de navegação inercial que foram aplicados aos primeiros programas dos EUA, como os sistemas de orientação Atlas e Minuteman, bem como o Sistema de Navegação Inercial Submarino da Marinha.
Um comitê foi formado com cientistas militares e civis para revisar as propostas de carga útil para os foguetes V-2 remontados. Isso levou a uma série eclética de experimentos que voaram V-2 e abriu caminho para a exploração espacial tripulada americana. Dispositivos foram enviados para amostrar o ar em todos os níveis para determinar as pressões atmosféricas e ver quais gases estavam presentes. Outros instrumentos mediram o nível de radiação cósmica.
Apenas 68% das tentativas V-2 foram consideradas bem-sucedidas. Um suposto V-2 lançado em 29 de maio de 1947 pousou perto de Juarez, México e era na verdade um veículo Hermes B-1.
A Marinha dos Estados Unidos tentou lançar um foguete alemão V-2 no mar - um lançamento de teste do porta-aviões USS Midway foi realizado em 6 de setembro de 1947 como parte da Operação Sandy da Marinha. O lançamento de teste foi um sucesso parcial; o V-2 saiu da plataforma, mas caiu no oceano a apenas 10 km (6 mi) do porta-aviões. A configuração de lançamento no convés do Midway é notável por usar braços dobráveis para evitar que o míssil caísse. Os braços se afastaram logo após a ignição do motor, liberando o míssil. A configuração pode parecer semelhante ao procedimento de lançamento do R-7, mas no caso do R-7, as treliças suportam todo o peso do foguete, em vez de apenas reagir às forças laterais.
O foguete PGM-11 Redstone é um descendente direto do V-2.

### URSS

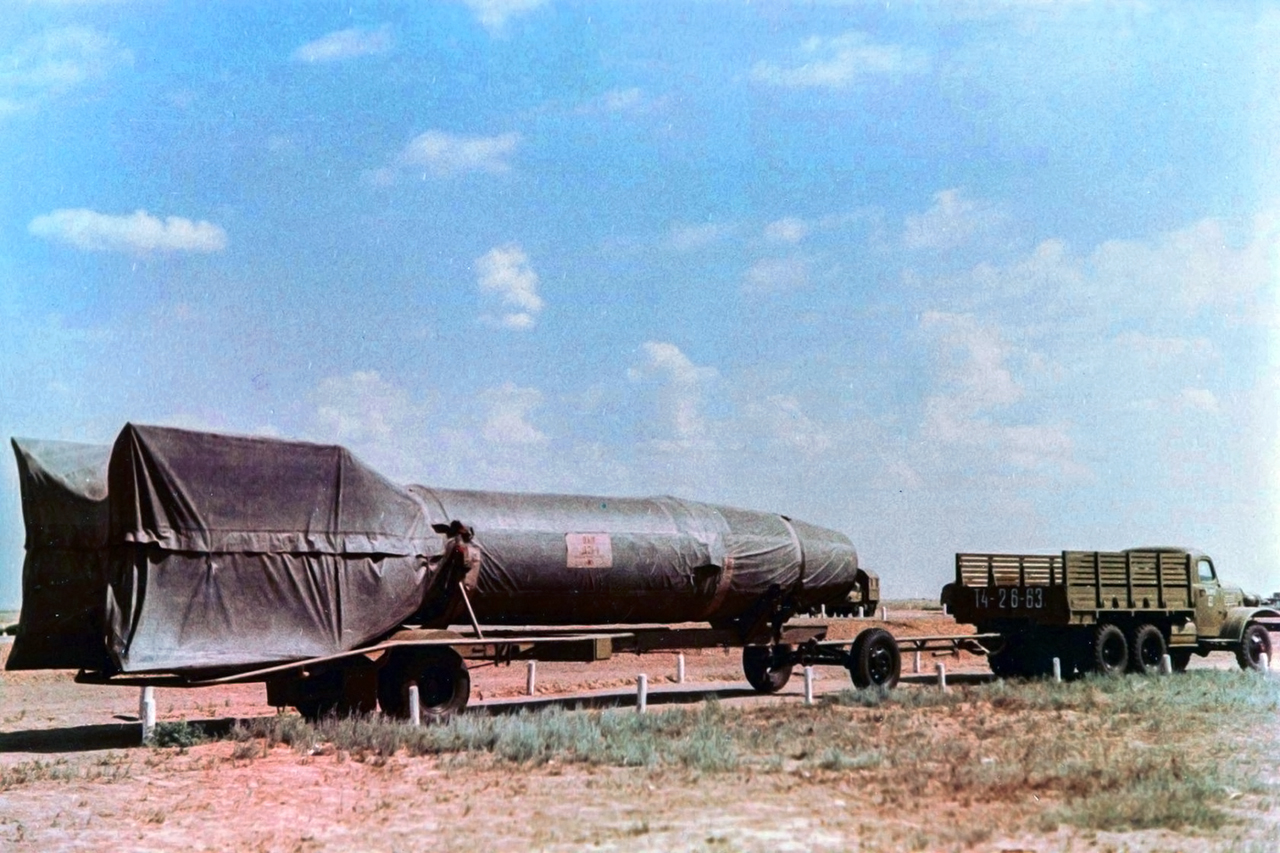
Um foguete R-1 (V-2 reconstruído pela União Soviética) sobre um reboque "Meillerwagen" em Kapustin Yar.

A URSS também capturou vários V-2 e funcionários, deixando-os ficar na Alemanha por um tempo. Os primeiros contratos de trabalho foram assinados em meados de 1945. Em outubro de 1946 (como parte da Operação Osoaviakhim), eles foram obrigados a se mudar para o Ramo 1 do NII-88 na ilha de Gorodomlya no Lago Seliger, onde Helmut Gröttrup chefiou um grupo de 150 engenheiros. Em outubro de 1947, um grupo de cientistas alemães apoiou a URSS no lançamento de V-2 reconstruídos em Kapustin Yar. A equipe alemã era indiretamente supervisionada por Sergei Korolev, o "designer-chefe" do programa de foguetes soviético.
O primeiro míssil soviético foi o R-1, uma duplicata do V-2 totalmente fabricado na União Soviética, lançado pela primeira vez em outubro de 1948. De 1947 até o final de 1950, a equipe alemã elaborou conceitos e melhorias para cargas estendidas e âmbito dos projetos G-1, G-2 e G-4. A equipe alemã teve que permanecer na ilha de Gorodomlya até 1952 e 1953. Paralelamente, o trabalho soviético se concentrou em mísseis maiores, o R-2 e o R-5, com base no desenvolvimento da tecnologia V-2 com o uso de ideias de os estudos conceituais alemães. Os detalhes das conquistas soviéticas eram desconhecidos da equipe alemã e completamente subestimados pela inteligência ocidental até que, em novembro de 1957, o satélite Sputnik 1 foi lançado com sucesso em órbita pelo foguete Sputnik baseado no R-7, o primeiro míssil balístico intercontinental do mundo.
No outono de 1945, o grupo liderado por M. Tikhonravov K. e N. G. Chernyshov no instituto de artilharia de foguetes NII-4 da Academia de Ciências da URSS desenvolveu por iniciativa própria o primeiro projeto de foguete estratosférico. O VR-190 exigia o voo vertical de dois pilotos a uma altitude de 200 km usando foguetes V-2 alemães capturados.

### China
O primeiro míssil Dongfeng chinês, o DF-1, era uma cópia licenciada do R-2 soviético.

## Influência na exploração espacial

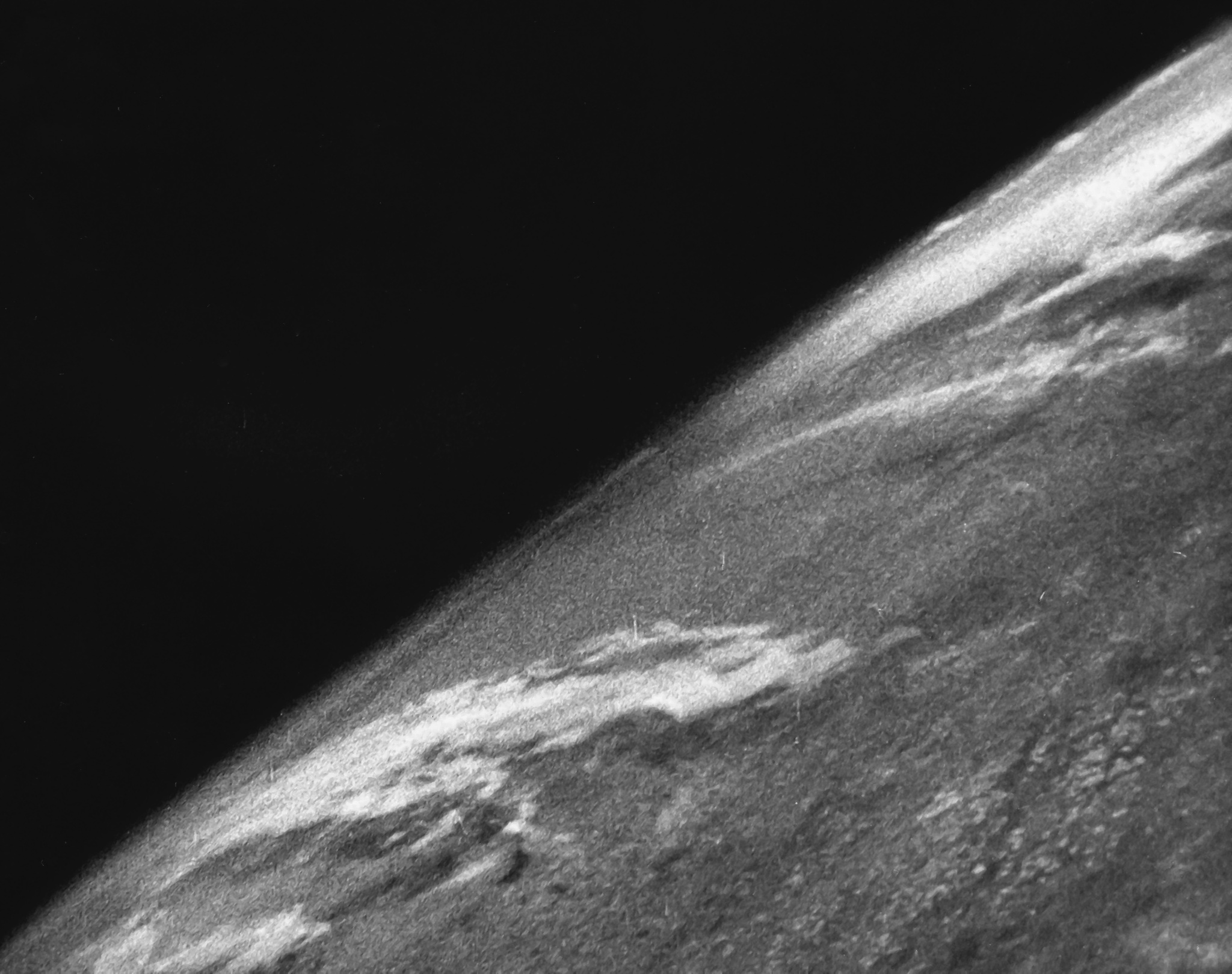
A primeira foto tirada no espaço foi feita através de um foguete V-2 em 24 de outubro de 1946.

Em 1944, Wernher von Braun foi detido pelos nazistas por supostamente ter declarado que as V2 não haviam sido destinadas ao uso militar, mas sim para as futuras viagens espaciais. Tendo dito ou não, von Braun estava certo, e a V2 deixou sua influência permanente no desenvolvimento dos futuros foguetes que seriam usados na exploração espacial.
Com a derrota da Alemanha na Segunda Guerra Mundial, os Estados Unidos e a URSS capturaram a maioria dos engenheiros que trabalharam no desenvolvimento da V2 (na Operação Paperclip). a União Soviética havia chegado primeiro a Berlim, acredita-se que os principais planos secretos foram capturados e usados para financiar os avanços espaciais soviéticos como a Vostok 1. Particularmente importante para os Estados Unidos foi a captura de Wernher von Braun, um dos principais engenheiros alemães, que participou ativamente do programa de mísseis balísticos dos Estados Unidos e depois, dos primeiros passos do programa espacial estadunidense. Sabe-se que em Peenemünde os alemães faziam esforços para dotar a V2 de múltiplos estágios e capacidade para voos transatlânticos. Diversos testes com foguetes de combustível sólido e múltiplos estágios haviam sido feitos. Quando o regime da Alemanha Nazi colapsou em 1945, toda esta tecnologia, desenvolvida ao longo de uma década ao custo de milhões de marcos, estava pronta para ser usada pelos vencedores da guerra.

## V2 remanescentes em exposição
Atualmente existem 20 foguetes V2 em exposição em diversos museus. O exemplar mais completo de todos encontra-se no Deutsches Museum, na Cidade de Munique, Alemanha. Dentre as principais peças em exposição, destacam-se as seguintes:

### Alemanha
- Um foguete completo (com motor) e um motor adicional no Deutsches Museum, em Munique;
- Um motor no museu de tecnologia de Berlim;
- Um motor enferrujado no memorial do campo de concentração de Dora-Mittelbau;
- Uma réplica do foguete, em tamanho real, no museu de Peenemünde.

### Estados Unidos
- Um foguete no museu da força aérea americana, em Ohio;
- Um foguete no National Air and Space Museum, em Washington, D.C.

### França
- Um motor, exposto na cidade de Toulouse.

### Reino Unido
- Um foguete no museu Imperial War Museum;
- Uma câmara de combustão no Museu de aviação de Norfolk e Suffolk.

## Galeria
- V-2 exposto no "Evergreen Aviation & Space Museum", no Oregon EUA.
- Diagrama do foguete V-2.
- Foguete V-2 no "Royal Air Force Museum Cosford".
- Motor do foguete V-2.
- Um foguete V-2 em sua carreta de transporte original o Meillerwagen.
- Foguete V-2 de sondagem montado para lançamento no Campo de Teste de Mísseis de White Sands em 1946.
- O foguete V-2 seccionado sobre a base de lançamento móvel exibindo o motor.
- O bocal do V-2 exibindo detalhes das aletas de grafite para controle direcional.

## Filmografia
- Uma Luz na Escuridão (Shining Through, 1992)
- Esquadrão 633 (633 Squadron, 1968)
- Operação Crossbow (Operation Crossbow, 1965)